# 10. Oktober
Der 10. Oktober ist der 283. Tag des gregorianischen Kalenders (der 284. in Schaltjahren), somit bleiben 82 Tage bis zum Jahresende.

## Ereignisse

### Politik und Weltgeschehen
- 0680: In der Schlacht von Kerbela fällt Husain ibn ʿAlī, eine der zentralen Figuren in der Überlieferung der Schia, gegen die Umayyaden. Die Geschichte des Islam verzeichnet in der Folge Bürgerkriege.

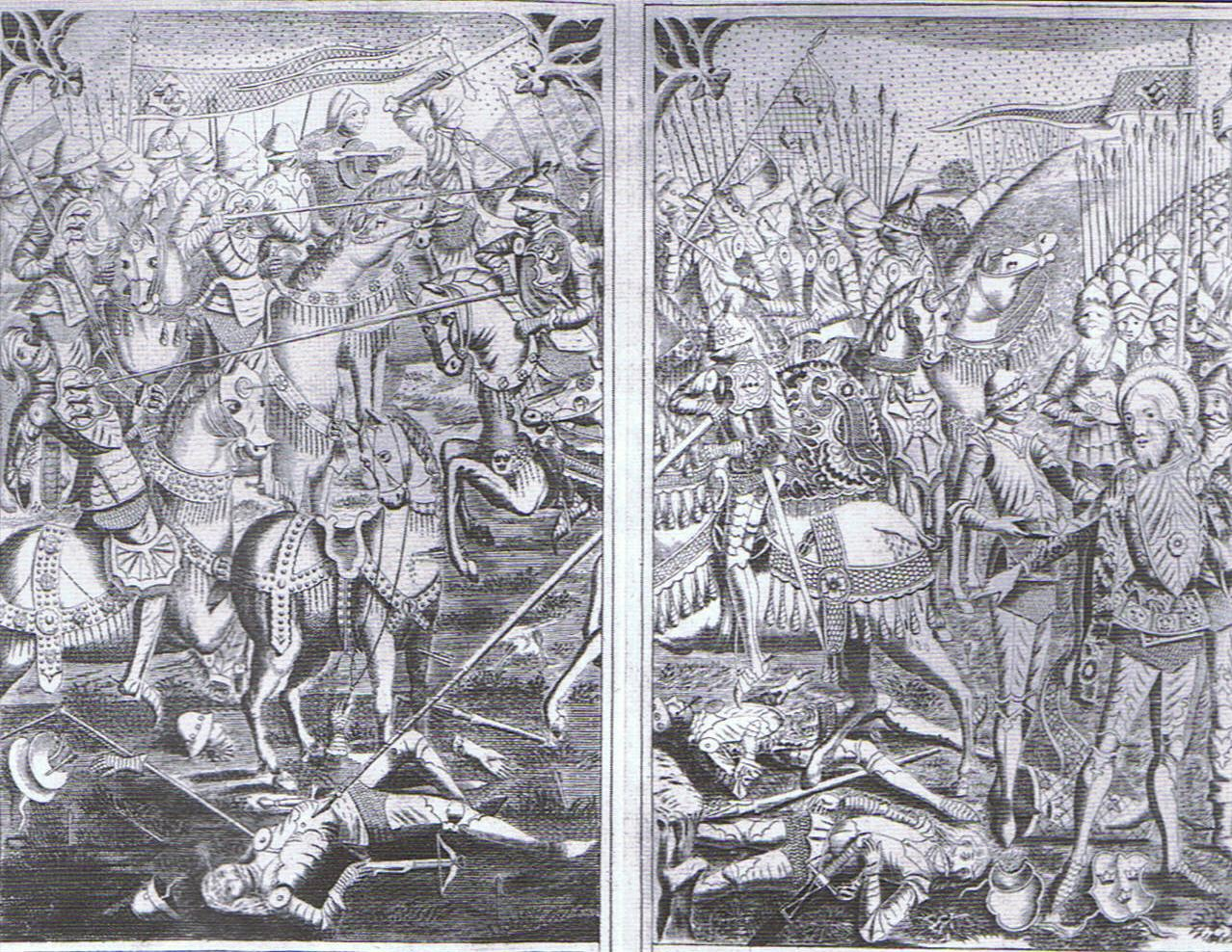
1471: Schlacht am Brunkeberg

- 1471: In der Schlacht am Brunkeberg besiegt der schwedische Reichsverweser Sten Sture der Ältere den dänischen König Christian I. und entscheidet den Dänisch-Schwedischen Krieg mit einem Schritt in Richtung Beendigung der Kalmarer Union.
- 1637: Die Stadt Breda ergibt sich im Dreißigjährigen Krieg nach elf Wochen Belagerung den Truppen des Statthalters der Vereinigten Niederlande Friedrich Heinrich von Oranien.
- 1733: Frankreich erklärt dem römisch-deutschen Kaiser Karl VI. wegen des polnischen Thronfolgestreits den Krieg.
- 1793: Während der Phase der Terrorherrschaft in der Französischen Revolution erhält der Wohlfahrtsausschuss unbeschränkte Vollmachten.

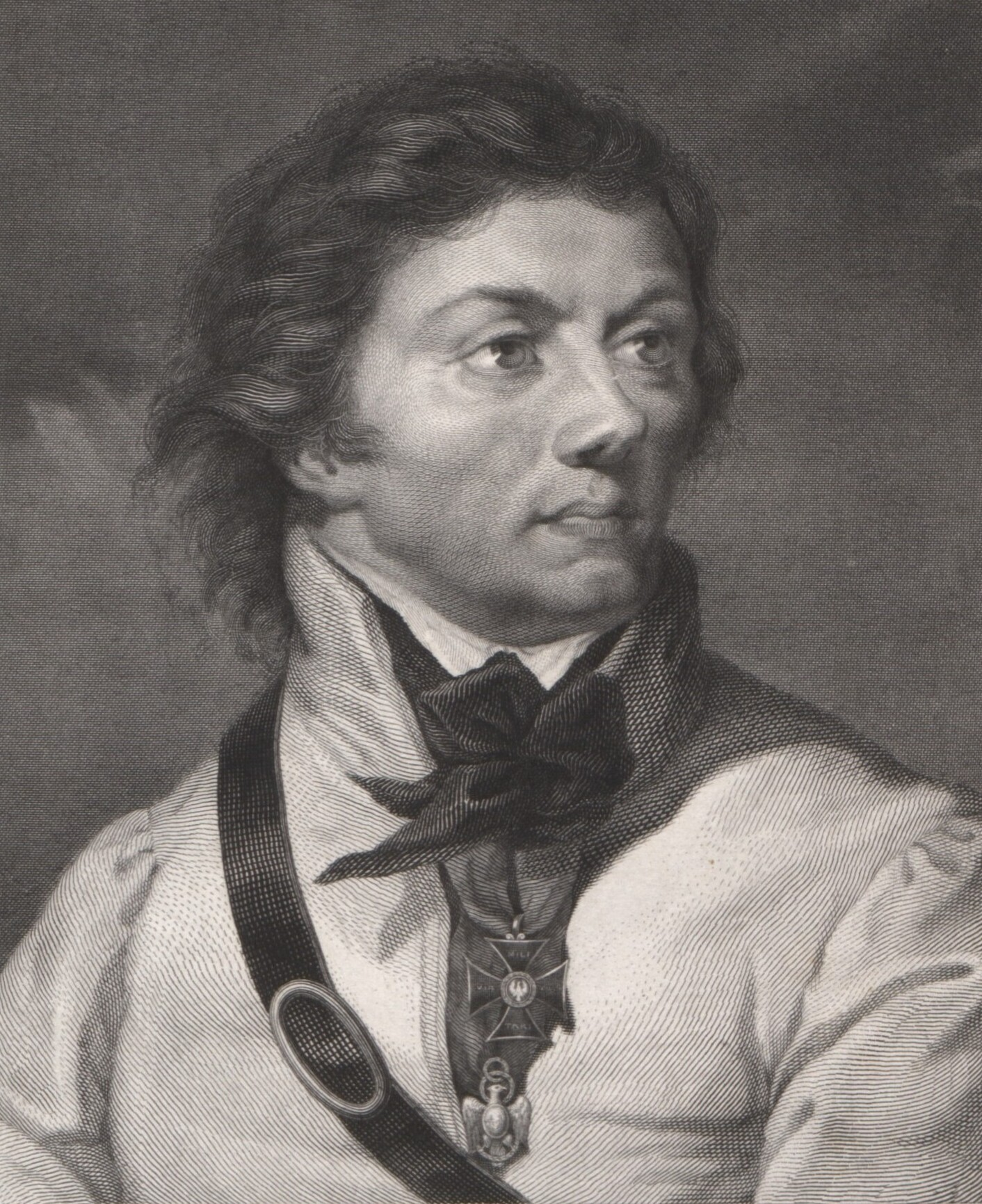
1794: Tadeusz Kościuszko

- 1794: Beim Kościuszko-Aufstand im geteilten Polen unterliegt der den Aufruhr anführende Ingenieur Tadeusz Kościuszko mit seiner Armee in der Schlacht bei Maciejowice russischen Truppen des Generals Alexander Wassiljewitsch Suworow und gerät in Gefangenschaft. In Warschau geht der Aufstand weiter.
- 1806: Der preußische General Louis Ferdinand Prinz von Preußen fällt in der Schlacht bei Saalfeld im Vierten Koalitionskrieg gegen Napoleon Bonaparte.
- 1845: US-Marineminister George Bancroft ruft die Naval School, den Vorgänger der heutigen United States Naval Academy, ins Leben. Nach ihrer Ausbildung an der Hochschule müssen Absolventen in der US Navy oder im US Marine Corps auf Zeit dienen.
- 1847: Auf der Heppenheimer Tagung entwerfen die gemäßigten Liberalen ihr politisches Programm zur Einigung Deutschlands.
- 1868: Auf Kuba beginnt mit dem Kriegsruf von Yara durch Carlos Manuel de Céspedes der Zehnjährige Krieg gegen die spanische Kolonialmacht.
- 1870: Im Gefecht bei Artenay setzt sich im Deutsch-Französischen Krieg ein Armeekorps der bayerischen Truppen unter General Ludwig von der Tann-Rathsamhausen durch.
- 1874: Die Fidschi-Inselgruppe wird zur britischen Kronkolonie erklärt.
- 1903: In Manchester gründen die britische Frauenrechtlerin Emmeline Pankhurst und ihre Tochter Christabel die Women’s Social and Political Union (WSPU) als militanten Flügel der Suffragetten.

Flagge Chinas unter der Qīng-Dynastie von 1889 bis 1912

- 1911: Mit dem Wuchang-Aufstand kaiserlicher Truppen in Wuhan in der Provinz Hubei geht das Kaiserreich China seinem Ende entgegen und mündet im folgenden Jahr in die Gründung der Republik China.
- 1914: Durch den Tod König Carols I. kommt sein Neffe Ferdinand I. auf den rumänischen Thron.
- 1914: Die Belagerung von Antwerpen endet mit der Einnahme der Stadt durch deutsche Truppen.
- 1920: Italien annektiert auf der Basis des Vertrages von Saint-Germain Südtirol.

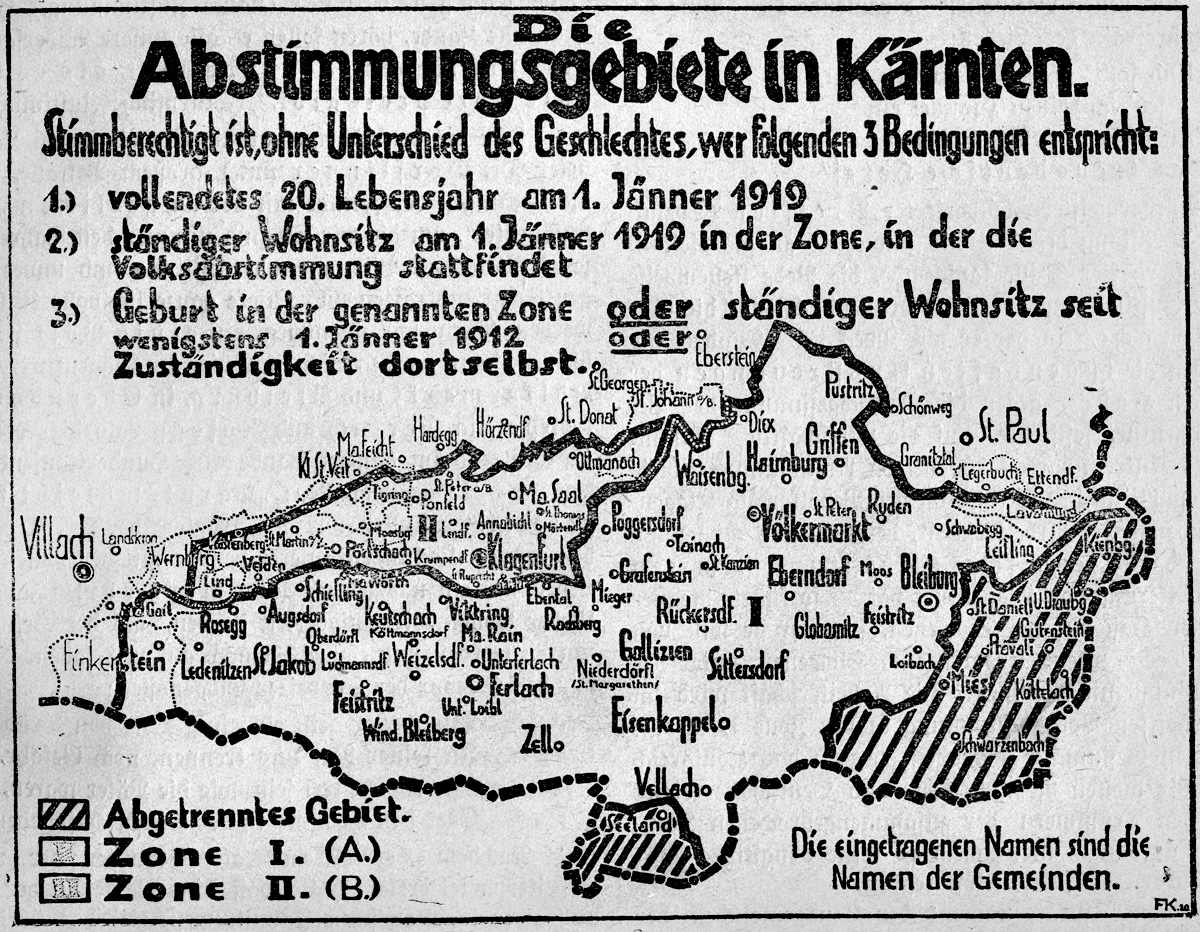
1920: Die Abstimmungszonen in Kärnten

- 1920: Bei der Volksabstimmung in Kärnten gemäß dem Vertrag von Saint-Germain stimmt die Mehrheit gegen eine Angliederung an den SHS-Staat.
- 1935: In Griechenland erklärt Ministerpräsident Panagis Tsaldaris auf Druck der Armeeführung, die eine Rückkehr zur Monarchie wünscht, seinen Rücktritt. Kriegsminister Georgios Kondylis folgt ihm im Amt nach und wird zugleich vorläufiger Regent an Stelle Georgs II.
- 1941: Zweiter Weltkrieg: Der bevollmächtigte kommandierende General der deutschen Wehrmacht in Serbien, Franz Böhme, befiehlt die Erschießung von 100 Zivilisten für jeden durch Partisanen getöteten und 50 Zivilisten für jeden verwundeten deutschen Soldaten.
- 1945: Durch das Kontrollratsgesetz Nr. 2 des Alliierten Kontrollrats werden alle NS-Organisationen aufgelöst, Neugründungen verboten und das vorhandene Eigentum beschlagnahmt.
- 1949: Die Sowjetische Kontrollkommission löst nach erfolgter Gründung der DDR die bisher in der Sowjetischen Besatzungszone eingerichtete Sowjetische Militäradministration in Deutschland ab.
- 1957: Die DDR und Jugoslawien vereinbaren die Aufnahme diplomatischer Beziehungen; daraufhin bricht die Bundesrepublik Deutschland die offiziellen Beziehungen zu Jugoslawien am 18. Oktober gemäß der Hallstein-Doktrin ab.
- 1961: Ein tags zuvor begonnener Vulkanausbruch auf der abgelegenen Atlantik-Insel Tristan da Cunha zwingt zur Evakuierung der gesamten Bevölkerung. Die etwa 300 Menschen werden zunächst auf die Nachbarinsel Nightingale Island und von dort weiter nach Großbritannien gebracht. Erst 1963 findet die von den Inselbewohnern erzwungene Heimkehr statt.
- 1962: Im Spiegel erscheint der Artikel „Bedingt abwehrbereit“ von Conrad Ahlers, der die Verteidigungsmöglichkeiten der Bundeswehr im Falle eines sowjetischen Angriffs kritisiert und die Spiegel-Affäre auslöst.
- 1963: Der Vertrag über das Verbot von Kernwaffenversuchen in der Atmosphäre, im Weltraum und unter Wasser tritt in Kraft.
- 1967: Der Vertrag über die Grundsätze zur Regelung der Tätigkeiten von Staaten bei der Erforschung und Nutzung des Weltraums einschließlich des Mondes und anderer Himmelskörper (Weltraumvertrag) tritt in Kraft.
- 1970: Die Fidschi-Inseln erlangen ihre vollständige Unabhängigkeit von Großbritannien.

1970: Flagge der FLQ

- 1970: Während der Oktoberkrise in der kanadischen Provinz Québec wird der Vizepremierminister und Arbeitsminister der Provinzregierung, Pierre Laporte von der Front de libération du Québec (FLQ) entführt.
- 1971: Bei der vorgezogenen Nationalratswahl in Österreich wird die SPÖ unter Bundeskanzler Kreisky stimmenstärkste Partei und erringt erstmals die absolute Mehrheit.

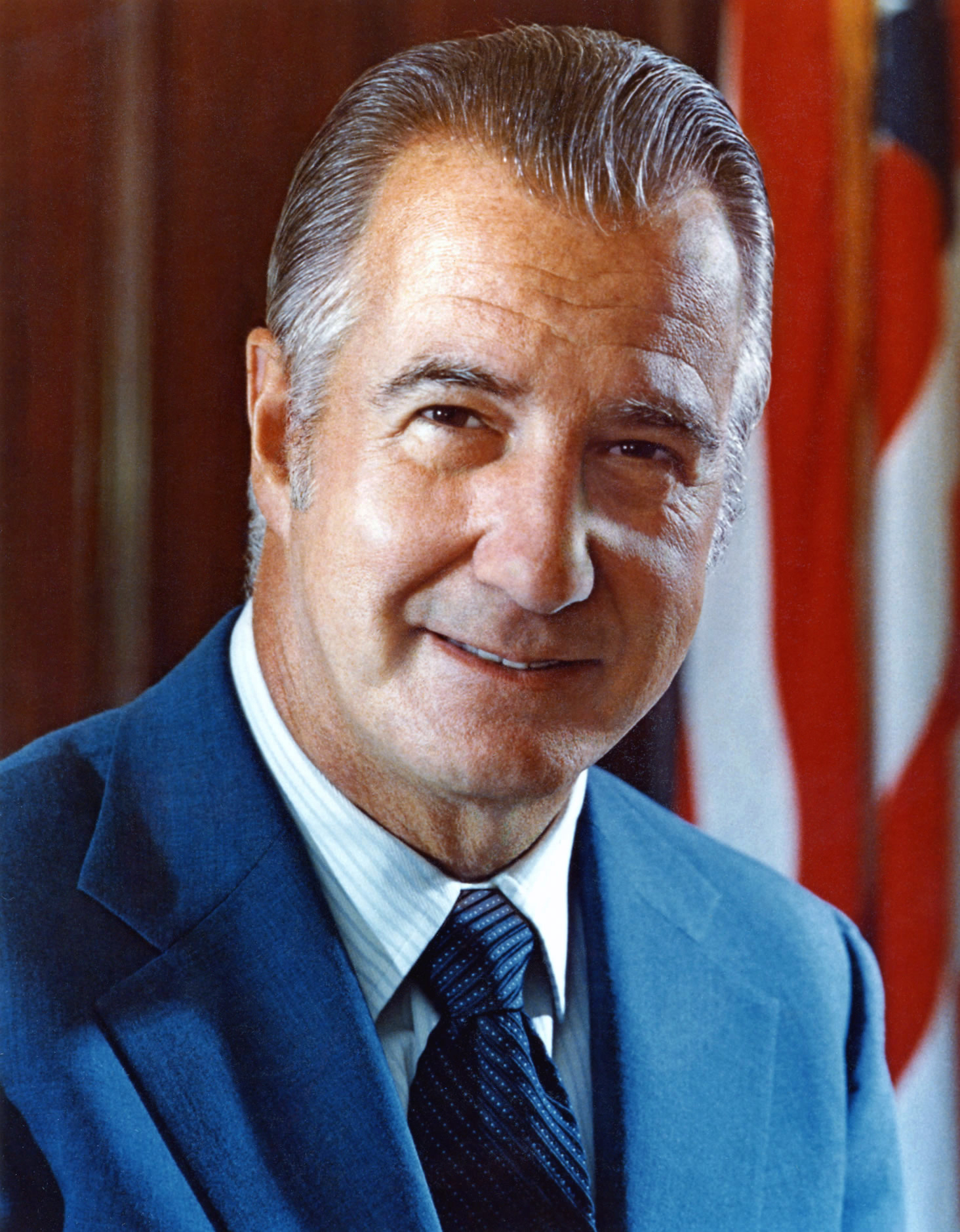
1973: Spiro Theodore Agnew

- 1973: Der US-amerikanische Vizepräsident Spiro Theodore Agnew tritt wegen des Vorwurfs der Steuerhinterziehung und Bestechlichkeit zurück.
- 1981: Zu einer Friedensdemonstration im Bonner Hofgarten finden sich mehr als 300.000 Menschen ein, um ihren Widerwillen gegen Atomwaffen zu bekunden.
- 1985: Vier amerikanische F-14 fangen das ägyptisches Passagierflugzeug ab, mit dem die Entführer des Schiffs Achille Lauro und Mörder von Leon Klinghoffer nach Algerien geflogen werden.
- 1986: Der Diplomat Gerold von Braunmühl wird in Bonn Opfer eines RAF-Anschlags. Die beiden vermummten Täter können nicht identifiziert werden.
- 1990: Die Aussagen der Kuwaiterin Nijirah al-Sabah vor dem US-Kongress über angebliche Gräuel der irakischen Armee haben erheblichen Einfluss auf das Abstimmungsverhalten bzgl. eines amerikanischen Militäreinsatzes.
- 2002: Bei Kommunalwahlen in Algerien geht die Front de Libération Nationale (FLN) erneut als Siegerin hervor.
- 2005: SPD, CDU und CSU veröffentlichen eine gemeinsame Vereinbarung, wonach Angela Merkel vom 16. Deutschen Bundestag in das Amt des Bundeskanzlers gewählt werden soll.
- 2009: Nach fast einem Jahrhundert der Feindseligkeit unterzeichnen der armenische Außenminister Edouard Nalbandian und sein türkischer Kollege Ahmet Davutoğlu in der Aula der Universität Zürich ein Abkommen zur Normalisierung der armenisch-türkischen Beziehungen.
- 2010: Die Niederländischen Antillen lösen sich als einheitliches Land im Königreich der Niederlande auf. Die Inseln Curaçao und Sint Maarten gehören anschließend als Länder, die anderen Inseln als Besondere Gemeinden den Niederlanden an.

### Wirtschaft
- 1865: John Wesley Hyatt erhält sein erstes Patent auf die von ihm erfundene Billardkugel aus Nicht-Elfenbein. Einige Jahre später gelingt ihm beim Streben nach Verbesserung der Erfindung der Entwicklungsprozess für Zelluloid.
- 1882: Die Bank of Japan wird als monopolistische Zentralbank gegründet. Damit dürfen in Japan Privatbanken kein Geld mehr ausgeben.
- 1948: In Nürnberg erscheint die Erstausgabe des Radiomagazins Gong, der späteren Fernsehzeitschrift.

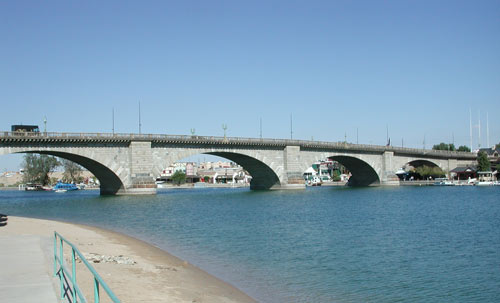
1971: London Bridge in Lake Havasu City

- 1971: In Lake Havasu City im US-Bundesstaat Arizona wird die an die Vereinigten Staaten verkaufte London Bridge von 1831 wieder eröffnet, deren Teile in eine Stahlbetonkonstruktion eingebaut sind.
- 1991: Die Neue Berliner Illustrierte, eine früher in der DDR gesuchte Zeitschrift, erscheint zum letzten Mal.
- 2003: Das Wasserstraßenkreuz Magdeburg wird in Betrieb genommen und verkürzt die Fahrzeit von Binnenschiffen in Ost-West-Richtung um vier Stunden.
- 2008: Der Versicherer Yamato Life Insurance muss infolge der Subprimekrise als erstes japanisches Finanzunternehmen Gläubigerschutz beim Bezirksgericht Tokio beantragen.

### Wissenschaft und Technik
- 1810: Die Alma Mater Berolinensis, die heutige Humboldt-Universität zu Berlin, nimmt ihren Lehrbetrieb auf.

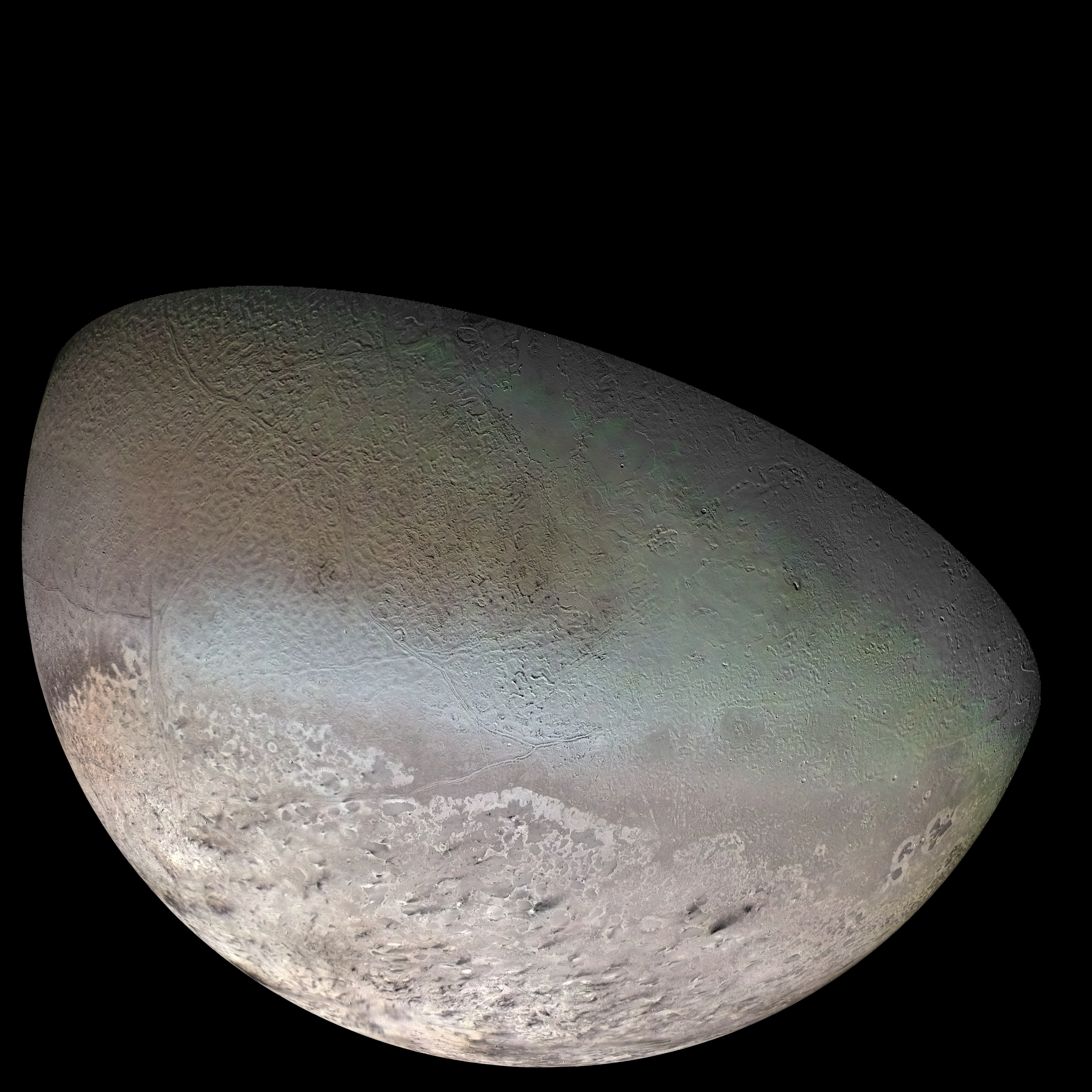
1846: Der Neptunmond Triton

- 1846: William Lassell entdeckt Triton, den größten Mond des Planeten Neptun.
- 1874: J. C. Watson entdeckt als Teilnehmer einer China-Expedition anlässlich eines Venustransits den Asteroiden Juewa.

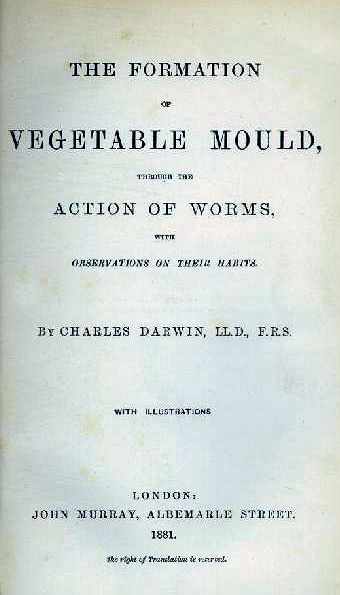
1881: Titelseite der Erstausgabe

- 1881: Die Erstausgabe des Werkes The Formation of Vegetable Mould through the Action of Worms, with Observations on their Habits (Die Bildung der Ackererde durch die Tätigkeit der Würmer) von Charles Darwin erscheint. Darwin schließt mit diesem Buch seine Jahrzehnte währenden Studien über die Wechselbeziehungen zwischen Regenwürmern und Bodenbeschaffenheit sowie über das Verhalten dieser Tiere ab.
- 1935: In Langenberg zerstört eine Windhose den 160 Meter hohen Sendeturm. Als Folge dieses Ereignisses wird der Bau von Sendetürmen aus Holz in der Folgezeit in Deutschland praktisch vollständig eingestellt.
- 1994: Håkon Wium Lie veröffentlicht seinen Vorschlag für „Cascading HTML style sheets“.
- 1996: In Deutschland geht der Nachrichtendienst Skyper über Funkmeldeempfänger in Betrieb.
- 2007: Die Orange Box für Microsoft Windows wird von Valve veröffentlicht.
- 2010: Das private Raumflugzeug SpaceShipTwo absolviert erfolgreich seinen ersten Gleitflug.

### Kultur
- 1784: Die Uraufführung des Dramas I due supposti conti, ossia Lo sposo senza moglie von Domenico Cimarosa findet am Teatro alla Scala di Milano in Mailand statt.
- 1857: Jacques Offenbachs einaktige Operette Le mariage aux lanternes wird im Théâtre des Bouffes-Parisiens in Paris uraufgeführt.
- 1859: In Prag wird der Männerbund Schlaraffia als weltweite deutschsprachige Vereinigung zur Pflege von Freundschaft, Kunst und Humor gegründet.
- 1935: Zehn Tage nach der Vorpremiere in Boston erlebt George Gershwins Oper Porgy and Bess auf ein Libretto von DuBose Heyward am New Yorker Alvin Theatre mit mäßigem Erfolg ihre Broadway-Premiere mit Todd Duncan und Anne Wiggins Brown in den Titelrollen  Die Liedtexte stammen von DuBose Heyward und Gershwins Bruder Ira.
- 1943: Die komische Oper Barbe-bleue von Jacques Ibert wird uraufgeführt.
- 1969: Der Film Zwei Banditen mit Paul Newman und Robert Redford in den Hauptrollen wird als einer der ersten Vertreter des „New Hollywood“ in Deutschland uraufgeführt.
- 1974: Mikis Theodorakis gibt sein erstes Volkskonzert nach dem Sturz der griechischen Militärjunta vor mehreren zehntausend begeisterten Menschen im Karaiskakis-Stadion in Piräus.
- 1999: Das „London Eye“, derzeit das größte Riesenrad in Europa, wird aufgerichtet.

### Gesellschaft
- 1361: Im Schloss Windsor heiraten Joan of Kent und Edward of Woodstock, der Schwarze Prinz.
- 1846: In Spanien wird eine Doppelhochzeit gefeiert: Königin Isabella II. heiratet ihren Cousin Francisco de Asís de Borbón. Ihre Schwester Maria Luisa geht mit dem Herzog von Montpensier und Sohn des französischen Bürgerkönigs Louis-Philippe, Antoine d’Orléans, duc de Montpensier, die Ehe ein.

### Religion

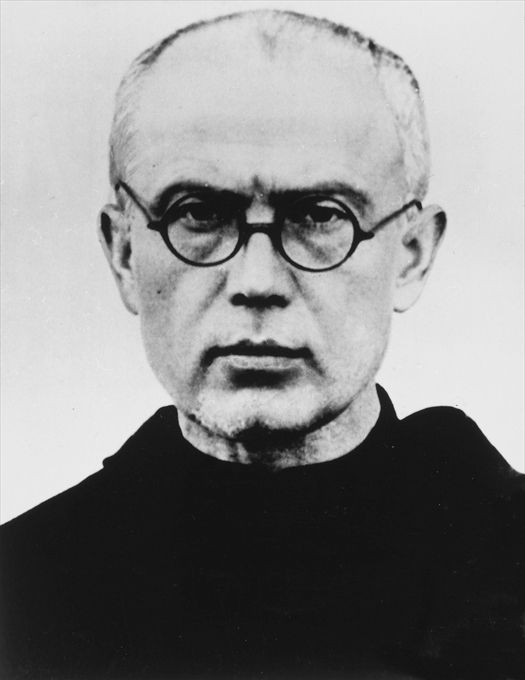
1982: Pater Maximilian Kolbe

- 1982: Papst Johannes Paul II. spricht den in Auschwitz ermordeten Pater Maximilian Kolbe heilig.

### Katastrophen
- 1683: Nach Ausbruch eines Feuers kostet die Explosion der mit Munition beladenen Fregatte Wapen von Hamburg im spanischen Hafen Cádiz 65 Personen das Leben.
- 1780: Der bisher schlimmste atlantische Hurrikan, der Große Hurrikan von 1780, beginnt seinen Zug über die karibischen Inseln, der bis zum 16. Oktober dauern wird und dem rund 22.000 Menschen zum Opfer fallen.

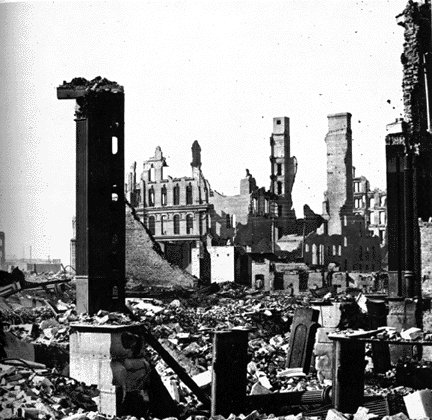
1871: Ruinen nach dem Großen Brand von Chicago

- 1871: Der Große Brand von Chicago endet. Rund ein Drittel der 300.000 Einwohner verlieren ihre Wohnung, rund 300 Menschen kommen ums Leben.
- 1892: In der Formosastraße westlich der Insel Taiwan sinkt das britische Passagierschiff Bokhara in einem Taifun. 125 Passagiere und Besatzungsmitglieder ertrinken.
- 1918: Das irische Passagierschiff Leinster wird in der Bucht von Dublin von einem deutschen U-Boot durch zwei Torpedos versenkt. 501 Passagiere und Besatzungsmitglieder sterben. Es handelt sich um das bis heute schwerste Schiffsunglück in der Irischen See und einen der größten Verluste von Menschenleben durch Versenkung eines zivilen Schiffs im Ersten Weltkrieg.
- 1957: Beim Windscale-Brand, einem der schwersten Atomunfälle vor der Katastrophe von Tschernobyl, werden große Mengen radioaktiven Materials freigesetzt.
- 1980: Ein Erdbeben der Stärke 7,7 zerstört El-Asnam (ehemals Orléansville), heute Ech Cheliff, Algerien, fast vollständig und fordert ca. 20.000 Menschenleben.
- 1986: Ein Erdbeben der Stärke 5,5 in El Salvador fordert über 1.000 Menschenleben.

Kleinere Unglücksfälle sind in den Unterartikeln von Katastrophe und in der Liste von Katastrophen aufgeführt.

### Sport
- 1936: Sepp Herberger wird zum Reichstrainer der deutschen Fußballnationalmannschaft ernannt.
- 1964: In Tokio beginnen die  XVIII. Olympischen Sommerspiele.
- 2003: Die fünfte Rugby-Union-Weltmeisterschaft beginnt in Australien.

Einträge von Leichtathletik-Weltrekorden befinden sich unter der jeweiligen Disziplin unter Leichtathletik.

## Geboren

### Vor dem 19. Jahrhundert

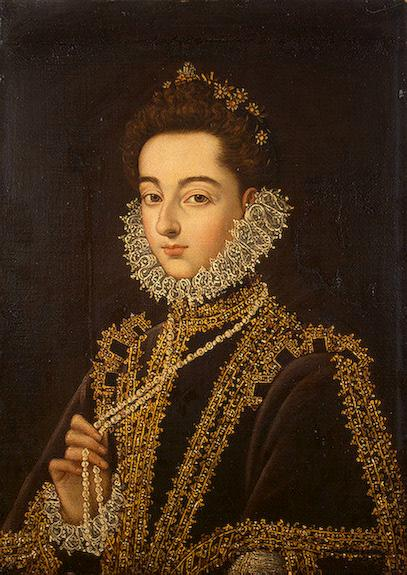
Katharina Michaela von Spanien (* 1567)

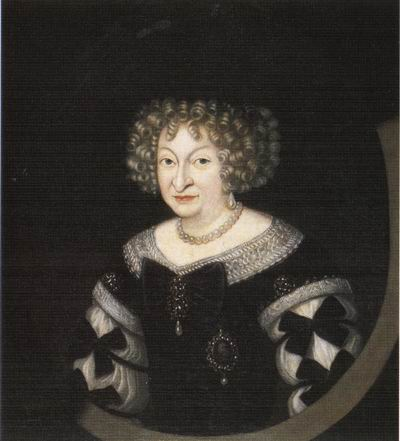
Elisabeth Sophia von Sachsen-Altenburg (* 1619)

- 1201: Richard de Fournival, nordfranzösischer Kleriker, Gelehrter, Chirurg, Astronom, Alchimist, Bibliothekar, Dichter und Musiker
- 1470: Selim I., Sultan und erster Kalif des Osmanischen Reiches
- 1483: Dmitri Iwanowitsch der Enkel, Großfürst von Moskau
- 1486: Karl III., Herzog von Savoyen
- 1514: Michael von Kuenburg, Erzbischof von Salzburg
- 1528: Adam Lonitzer, deutscher Naturforscher, Arzt und Botaniker
- 1555: Francesco Vendramin, Patriarch von Venedig
- 1560: Jacobus Arminius, niederländischer Theologe
- 1567: Katharina Michaela von Spanien, Herzogin von Savoyen
- 1576: Joachim von Loß, Reichspfennigmeister des Ober- und Niedersächsischen Reichskreises
- 1593: Georg Pauli-Stravius, deutscher Geistlicher, Weihbischof in Köln
- 1614: Balthasar Cellarius, deutscher evangelischer Theologe
- 1619: Elisabeth Sophia von Sachsen-Altenburg, Herzogin von Sachsen-Gotha
- 1625: Erik Dahlberg, schwedischer Feldmarschall, Festungsbaumeister und Architekt
- 1653: Anton Günther II., Fürst von Schwarzburg, Graf von Hohnstein, Herr von Sondershausen, Arnstadt und Leutenberg
- 1675: Peter Kolb, deutscher Lehrer und Völkerkundler
- 1677: William Dummer, britischer Kolonialpolitiker, Gouverneur der Province of Massachusetts Bay
- 1679: Christian Vater, deutscher Orgelbauer
- 1680: John Campbell, 2. Duke of Argyll, schottischer Adliger und Soldat, Oberbefehlshaber der Britischen Armee
- 1684: Jean-Antoine Watteau, französischer Maler

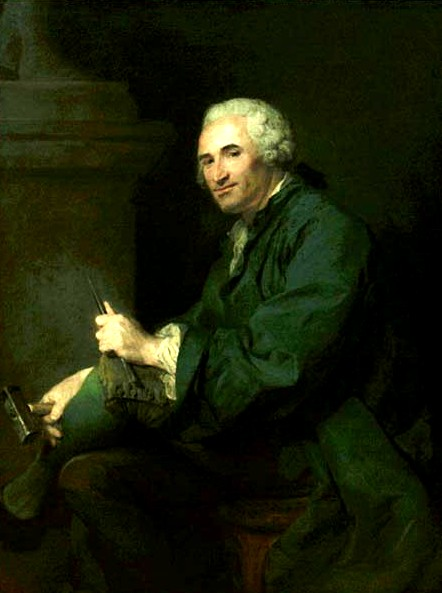
Lambert-Sigisbert Adam (* 1700)

- 1700: Lambert-Sigisbert Adam, französischer Bildhauer
- 1715: August Wilhelm, Herzog von Braunschweig-Wolfenbüttel-Bevern und preußischer Infanteriegeneral
- 1722: Humphry Marshall, US-amerikanischer Botaniker
- 1729: Johann Engelhard Kahler, deutscher evangelischer Theologe
- 1731: Henry Cavendish, britischer Naturwissenschaftler

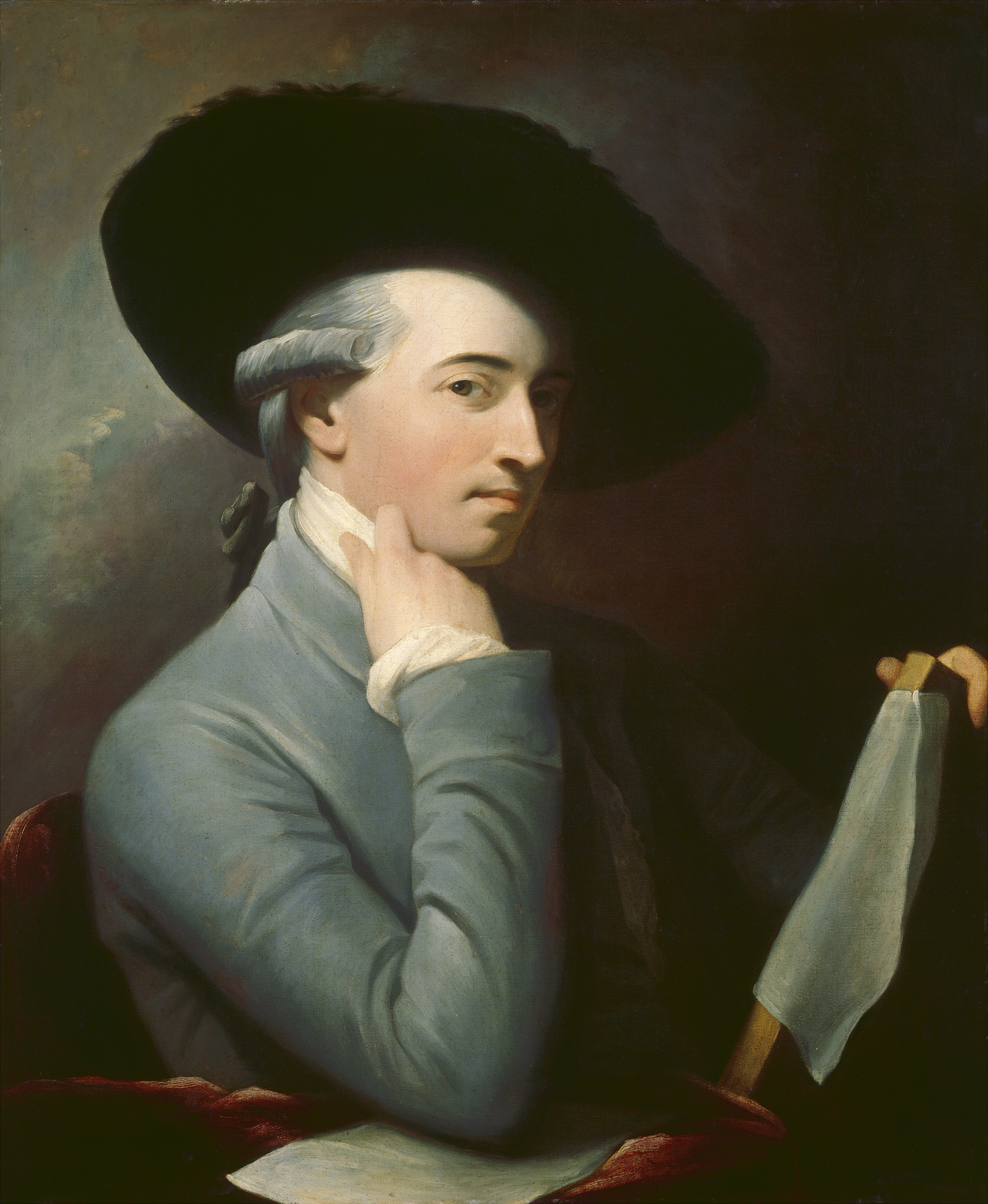
Benjamin West
(* 1738)

- 1738: Benjamin West, US-amerikanisch-britischer Maler
- 1741: Karl II., Großfürst von Mecklenburg
- 1744: Michael Hieronymus Fürst Radziwiłł, litauisch-polnischer Magnat
- 1745: Philippine von Brandenburg-Schwedt, Landgräfin von Hessen-Kassel
- 1746: Georg Carl von Bandel, preußischer Regierungsdirektor
- 1750: Wilhelm Ferdinand von Dörnberg, preußischer Jurist und Beamter
- 1757: Erik Acharius, schwedischer Arzt und Botaniker
- 1763: Xavier de Maistre, französischer Schriftsteller
- 1766: Leopold Maximilian Graf von Firmian, Fürsterzbischof von Wien
- 1769: Benjamin Christoph Gimmerthal, deutscher evangelischer Geistlicher
- 1771: Ambros Rieder, österreichischer Komponist und Organist
- 1775: Franz Raffl, Tiroler Landwirt
- 1785: Florestan I., Fürst von Monaco
- 1787: Adolf Martin Pleischl, böhmisch-österreichischer Chemiker und Mediziner

### 19. Jahrhundert

#### 1801–1850
- 1802ː Amalie Winter, deutsche Schriftstellerin
- 1804: Charles Spackman Barker, englischer Orgelbauer
- 1804: Albín Mašek, tschechischer Komponist
- 1805: Peter Beising, deutscher Theologe
- 1811: Willem Gerard Brill, niederländischer Niederlandist, Romanist, Anglist und Historiker
- 1813: Mark Pattison, britischer Autor

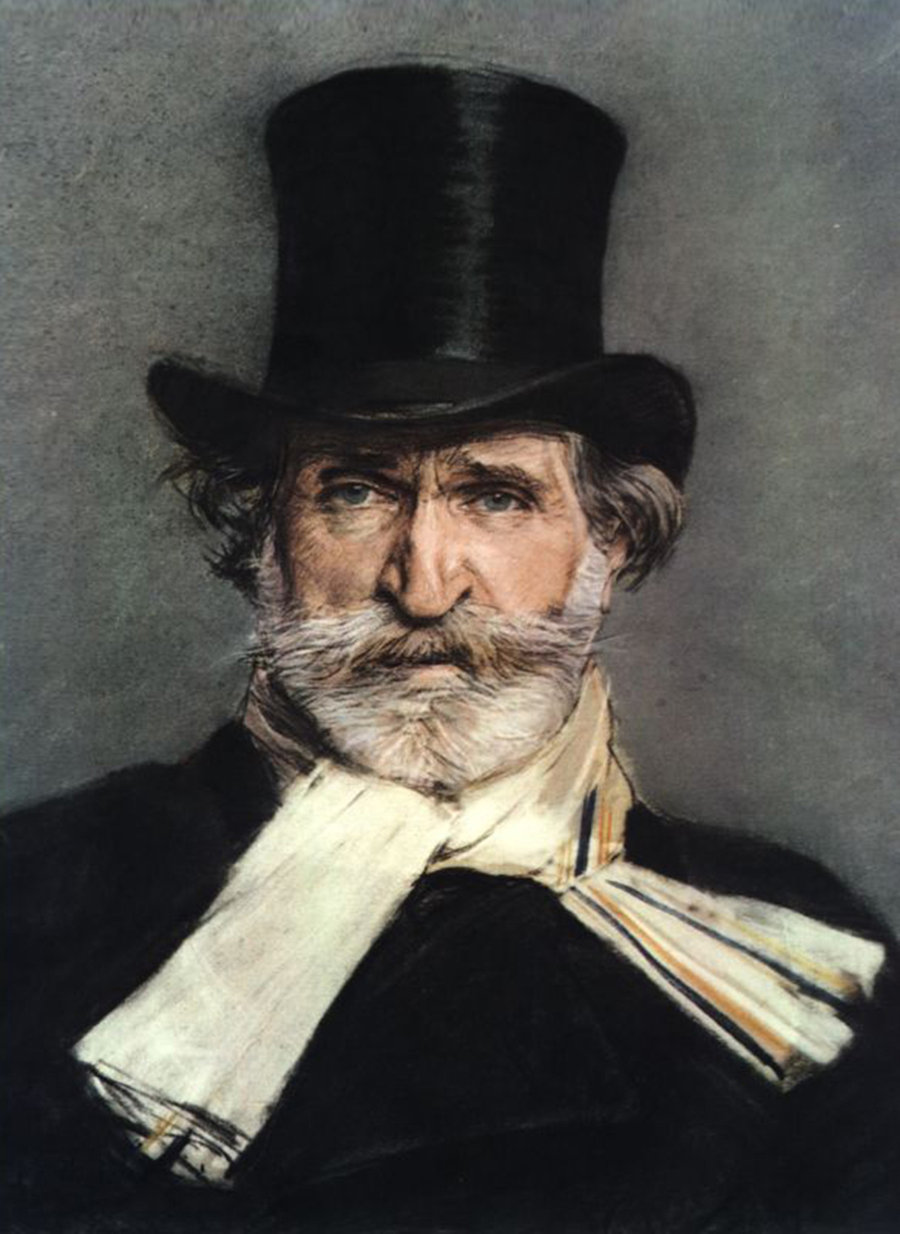
Giuseppe Verdi (* 1813)

- 1813: Giuseppe Verdi, italienischer Komponist der Romantik
- 1816: Johann Zeh, österreichischer Ingenieur
- 1817: Christoph Buys Ballot, niederländischer Wissenschaftler, Begründer der Meteorologie in den Niederlanden und Initiator der internationalen Klimaforschung
- 1817: Serafino Dubois, italienischer Schachmeister
- 1817: Cécile Mendelssohn Bartholdy, Ehefrau von Felix Mendelssohn Bartholdy
- 1820: Johann Heinrich Ammann, Schweizer Jurist und Politiker

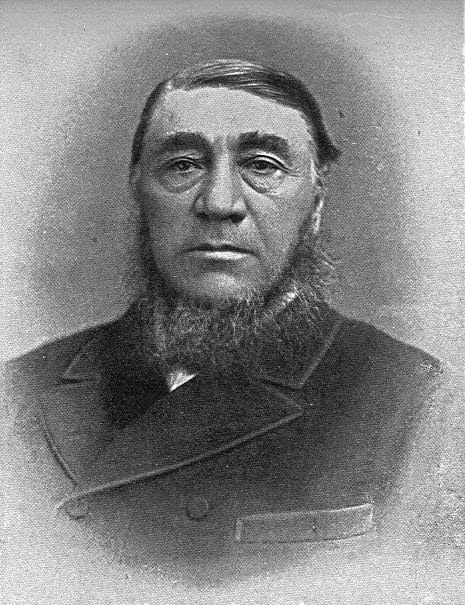
Paul Kruger (* 1825)

- 1825: Paul Kruger, südafrikanischer Politiker, Staatspräsident, Gründer des Kruger-Nationalparks
- 1829: Rudolf Lindau, deutscher Schriftsteller und Diplomat
- 1830: Isabella II., Königin von Spanien
- 1834: Aleksis Kivi, finnischer Nationaldichter, gilt als Vater der modernen Literatur in finnischer Sprache
- 1839: Francisco Giner de los Ríos, spanischer Philosoph und Pädagoge
- 1841: Hugo Dihm, preußischer Offizier und Bürgermeister
- 1841: Lamar Fontaine, US-amerikanischer Soldat der Konföderation im Sezessionskrieg und Schriftsteller
- 1845: Anton Jörgen Andersen, norwegischer Komponist
- 1846ː Thérèse de Dillmont, österreichische Handarbeitslehrerin, Autorin der Enzyklopädie der weiblichen Handarbeiten
- 1848: Retheos Berberian, armenischer Pädagoge, Publizist, Schriftsteller und Übersetzer

#### 1851–1900

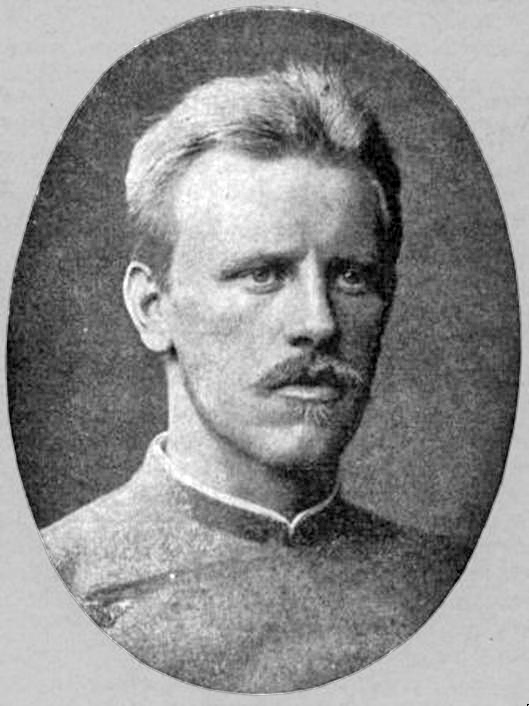
Fridtjof Nansen (* 1861)

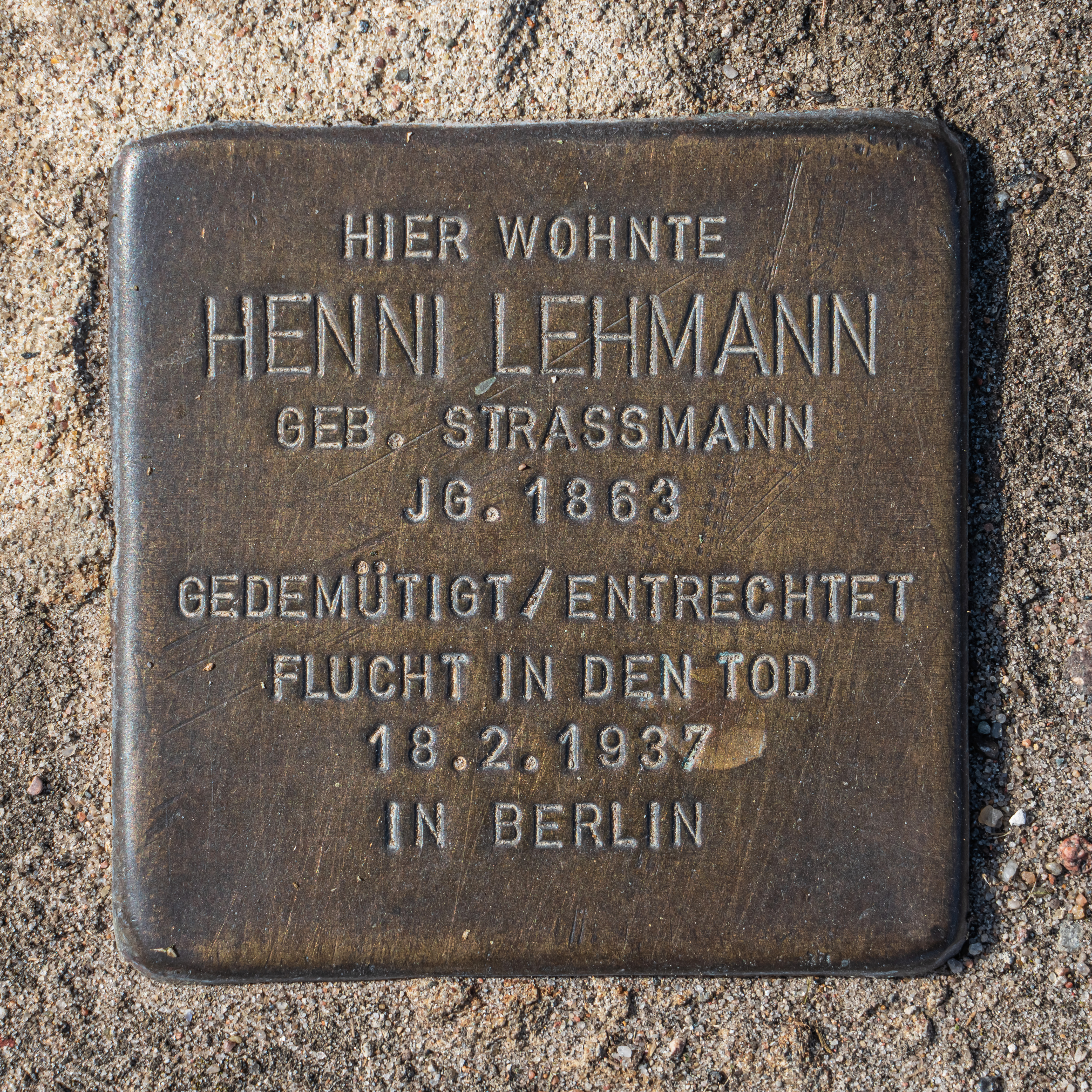
Stolperstein: Henni Lehmann (* 1862)

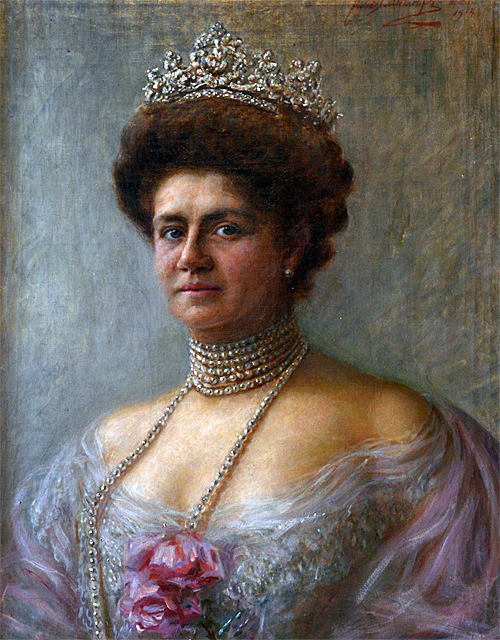
Charlotte Schaumburg (* 1864)

- 1853: Jeanne Immink, Begründerin des modernen Frauenbergsteigens
- 1854: Otto Arendt, deutscher Publizist und Politiker
- 1858ː Elio Morpurgo, italienischer Politiker und NS-Opfer
- 1858: Lorenz Werthmann, deutscher katholischer Priester und Sozialpolitiker, Gründer des Deutschen Caritasverbandes
- 1859: Friedrich Wilhelm Carl Alexander Adolf Maurer, deutscher Mediziner
- 1861: Edouard Dujardin, französischer Schriftsteller
- 1861: Fridtjof Nansen, norwegischer Zoologe, Polarforscher und Diplomat, Nobelpreisträger
- 1862: Arthur De Greef, belgischer Pianist und Komponist
- 1862: Henni Lehmann, deutsche Künstlerin und Autorin
- 1862: Emil Mayrisch, luxemburgischer Stahlindustrieller, Präsident des Direktoriums des Stahlkonzerns Arbed
- 1863: Wladimir Afanassjewitsch Obrutschew, sowjetischer Geologe, Geograph und Schriftsteller
- 1864: Theodore Frank Appleby, US-amerikanischer Politiker
- 1864: Charlotte zu Schaumburg-Lippe, Mitglied des Hauses Schaumburg-Lippe und letzte Königin von Württemberg
- 1865: Rafael Merry del Val y Zulueta, spanisch-britischer Kardinal
- 1870ː Hinde Bergner, jüdisch-polnische Schriftstellerin, Opfer des Holocaust
- 1873: Eduard Cruse, deutscher General
- 1873: Else Kolshorn, deutsche Gewerkschafterin
- 1873: Adolf Friedrich zu Mecklenburg, deutscher Kolonialbeamter, erster Präsident des NOK
- 1876ː Clara Codd, englisch-britische Theosophin, Autorin und Suffragette
- 1876: Lily Klee, deutsche Pianistin
- 1877: William Richard Morris, britischer Unternehmer, Gründer der Morris Motor Company
- 1878: Albert von Trentini, österreichischer Schriftsteller
- 1879: Bruno Cicognani, italienischer Schriftsteller
- 1879: Eugen Täubler, deutscher Althistoriker
- 1880: Maximilian Kaller, Bischof von Ermland in Ostpreußen
- 1881: Sigurd Lyngbæk, dänischer Kaufmann
- 1884: George Philbrook, US-amerikanischer Leichtathlet
- 1884: Ida Wüst, deutsche Schauspielerin

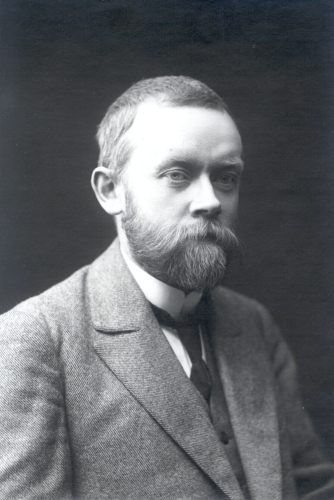
Walter Anderson (* 1885)

- 1885: Walter Anderson, deutscher Folklorist
- 1886: Franz Arczynski, deutscher Gewerkschaftsfunktionär und Politiker
- 1887: Walther Jesinghaus, deutscher Turner
- 1888: Pietro Lana, italienischer Fußballspieler
- 1889: Henricus Antonius van Meegeren, niederländischer Maler und Kunstfälscher
- 1889: Kermit Roosevelt senior, US-amerikanischer Schriftsteller, Geschäftsmann und Offizier
- 1890: Maurice Deprez, französischer Autorennfahrer
- 1893: Willi Apel, US-amerikanischer Musikwissenschaftler
- 1894: Elisabeth Marten, deutsche Illustratorin
- 1895: Wolfram Freiherr von Richthofen, deutscher Heeres- und Luftwaffensoldat, Stabschef der Legion Condor, Generalfeldmarschall
- 1897: Wolfgang Fraenkel, deutsch-amerikanischer Komponist, Dirigent, Musiktheoretiker und Jurist
- 1897: Willy Wobst, deutscher Forstmeister, Beamter und Autor, Vorsitzender der Arbeitsgemeinschaft Naturgemäße Waldwirtschaft
- 1898: Karl Bielig, deutscher Politiker, MdB
- 1898: Ferenc Szedlacsek, tschechoslowakischer Fußballspieler und -trainer ungarischer Abstammung
- 1899: Wilhelm Röpke, deutscher Ökonom und Sozialphilosoph, gilt als einer der Väter der Sozialen Marktwirtschaft
- 1900: Helen Hayes, US-amerikanische Schauspielerin
- 1900: Karl Kaufmann, deutscher Politiker, Gauleiter und Reichsstatthalter in Hamburg
- 1900: Walter Stahlecker, deutscher Jurist und General der SS und der Polizei, Einsatzgruppenleiter, Kriegsverbrecher

### 20. Jahrhundert

#### 1901–1925

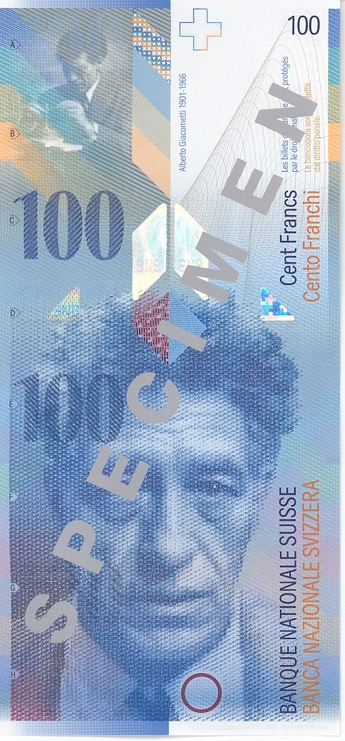
Alberto Giacometti (* 1901)

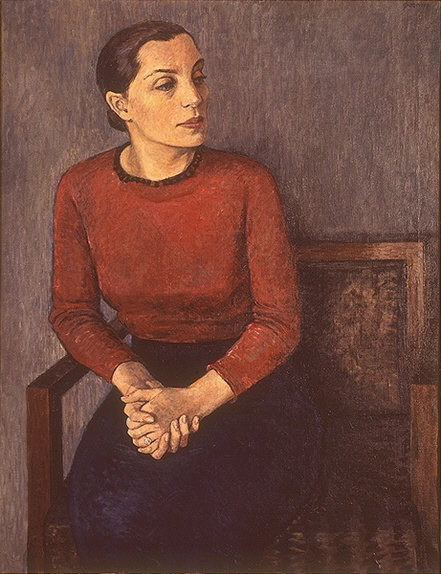
Lotte Loebinger (* 1905)

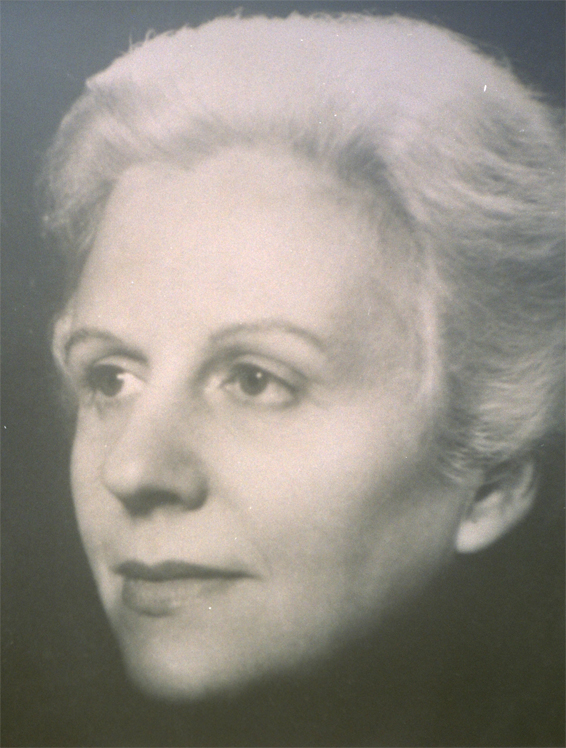
Mercè Rodoreda (* 1908)

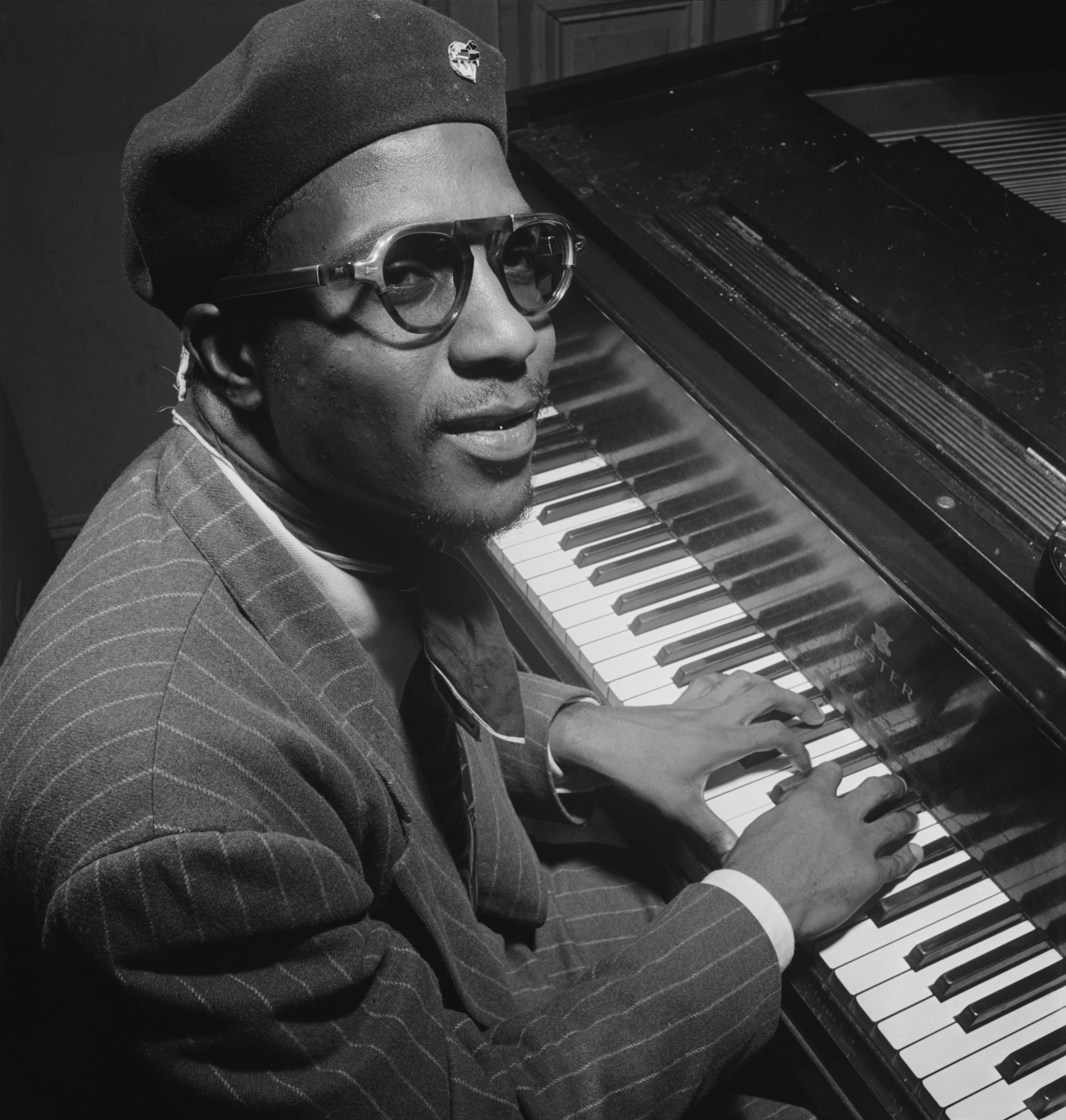
Thelonious Monk (* 1917)

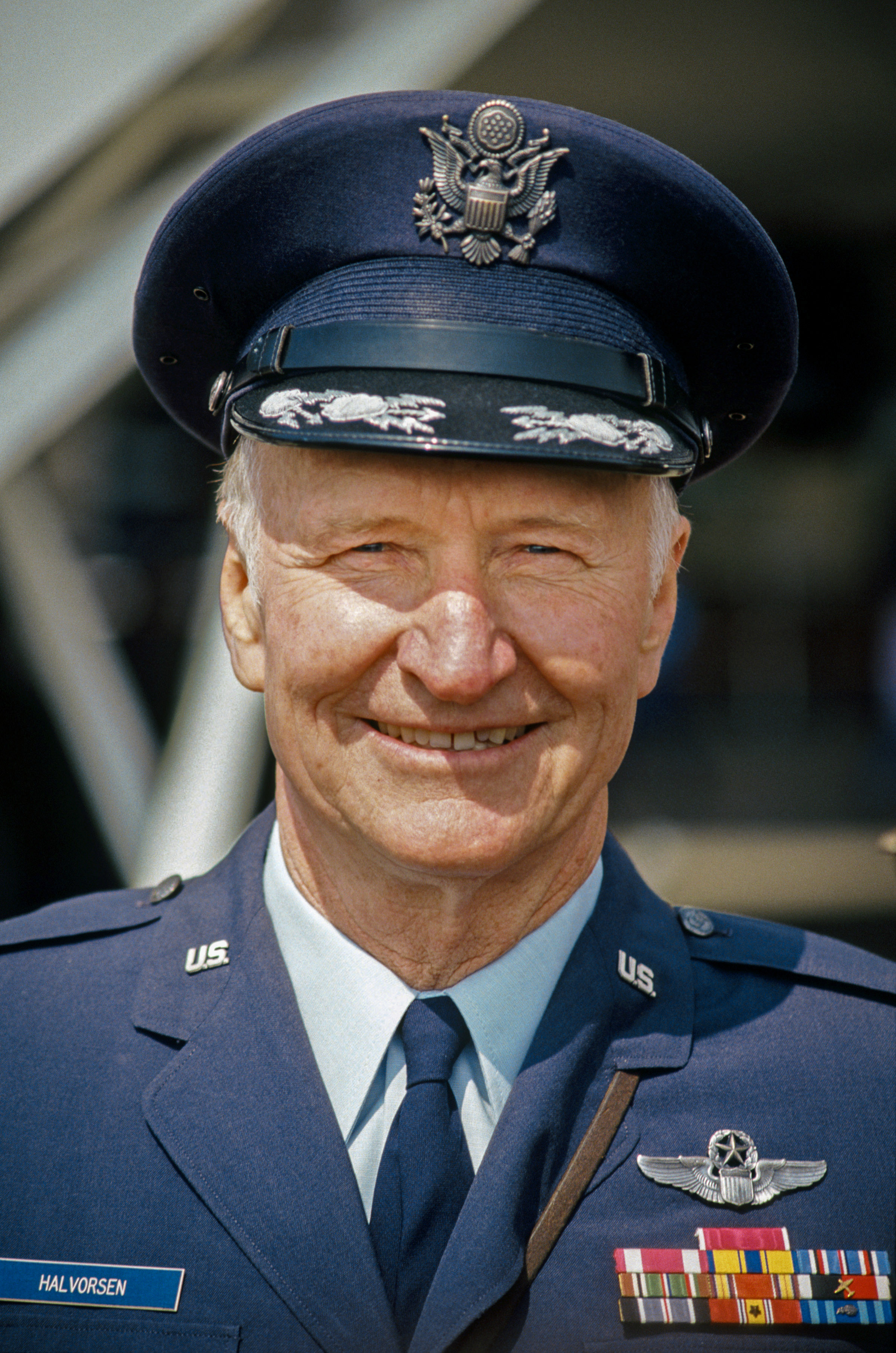
Gail Halvorsen (* 1920)

- 1901: Alberto Giacometti, Schweizer Bildhauer, Maler und Grafiker
- 1902: Erwin Leuchter, argentinischer Musikwissenschaftler und Dirigent
- 1903: Lee L. Blair, US-amerikanischer Jazz-Gitarrist und Banjospieler
- 1904: Sam Theard, US-amerikanischer Sänger und Songwriter
- 1905: Franz Augsberger, österreichischer SS-Brigadeführer und Generalmajor
- 1905: Wilhelm Beiglböck, österreichischer Arzt, Kriegsverbrecher
- 1905: Tanaka Chikao, japanischer Dramatiker und Theaterleiter
- 1905: Kurt Frör, deutscher evangelischer Geistlicher und Hochschullehrer
- 1905: Lotte Loebinger, deutsche Schauspielerin
- 1906: Paul Creston, US-amerikanischer Komponist
- 1906: Klaus Mehnert, deutscher Politologe und Journalist
- 1907: Kiichi Aichi, japanischer Politiker
- 1907: Wanda Jakubowska, polnische Regisseurin
- 1908: Fidel Ortíz, mexikanischer Boxer
- 1908: Edmund Stadler, deutscher Leichtathlet
- 1909: Robert F. Boyle, US-amerikanischer Szenenbildner
- 1909: Konrad Proll, deutscher Architekt
- 1909: Mercè Rodoreda, spanische Schriftstellerin
- 1910: Milt Larkin, US-amerikanischer Jazztrompeter
- 1911: Pierre Barbaud, französischer Komponist
- 1911: Karel Čurda, tschechischer Soldat, Widerstandskämpfer im Zweiten Weltkrieg und Gestapokonfident
- 1911: Elmar Grabherr, österreichischer Jurist und Verwaltungsbeamter
- 1911: Clare Hollingworth, britische Journalistin und Autorin
- 1912: John Austrheim, norwegischer Wirtschaftsmanager und Politiker
- 1912: Johnny Rodríguez, puerto-ricanischer Sänger und Komponist
- 1913: Claude Simon, französischer Schriftsteller, Nobelpreisträger
- 1914: Ivory Joe Hunter, US-amerikanischer R&B-Sänger, Pianist und Songschreiber
- 1914: Mario Lanzi, italienischer Leichtathlet
- 1914: Agostino Straulino, italienischer Segelsportler
- 1915: Helmut Polensky, deutscher Autorennfahrer und Unternehmer
- 1916ː Mirjam Maasikas, estnische Glaskünstlerin und Designerin
- 1917: Thelonious Monk, US-amerikanischer Jazzpianist und -komponist, Mitbegründer des Bebop, Innovator des Modern Jazz
- 1918: Jigal Allon, israelischer Politiker, mehrfacher Minister, Außenminister
- 1918: Werner Dollinger, deutscher Politiker, MdB, Bundesminister
- 1918: Erich Schwertner, deutscher Politiker, MdL, MdB
- 1919: Roland Lebrun, kanadischer Singer-Songwriter („Le Soldat Lebrun“)
- 1920: Gail Halvorsen, US-amerikanischer Pilot
- 1921: James Clavell, US-amerikanischer Schriftsteller
- 1921: Julius Watkins, US-amerikanischer Hornist
- 1922: Helmut Nordhaus, deutscher Fußballspieler
- 1923: Mohamad Muda Asri, malaysischer Politiker
- 1923: Nicholas Parsons, britischer Schauspieler und Moderator
- 1923: Murray Walker, britischer Motorsport-Kommentator
- 1924: Wolfgang Feuerlein, deutscher Fußballspieler
- 1924: Ed Wood, US-amerikanischer Filmregisseur
- 1925: Francisco Aguabella, kubanischer Latin Jazz-Schlagzeuger und Perkussionist
- 1925ː Elisabeth Bieneck-Roos, deutsche Künstlerin
- 1925ː Anne Pippin Burnett, US-amerikanische Klassische Philologin
- 1925ː Rosemarie Scheurlen, deutsche Politikerin, Landesministerin

#### 1926–1950
- 1926: Richard Jaeckel, US-amerikanischer Schauspieler
- 1927: Dana Elcar, US-amerikanischer Schauspieler
- 1927: Mike Rothschild, US-amerikanischer Autorennfahrer
- 1928: Leyla Gencer, türkische Sopranistin
- 1929: Ed Blackwell, US-amerikanischer Jazzschlagzeuger
- 1929: Georges Burggraff, französischer Autorennfahrer
- 1929: Hans-Joachim Hoffmann, deutscher Politiker, Minister für Kultur der DDR, Mitglied des Zentralkomitees der SED
- 1930: Eugenio Castellotti, italienischer Rennfahrer
- 1930: Yves Chauvin, französischer Chemiker, Nobelpreisträger
- 1930: Daniel Keel, Schweizer Verleger

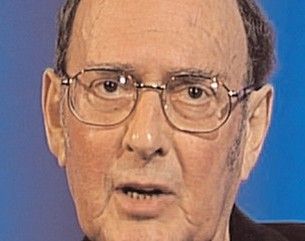
Harold Pinter (* 1930)

- 1930: Harold Pinter, britischer Theaterautor und Regisseur, Nobelpreisträger
- 1932: Francisco Elizalde, philippinischer Unternehmer und Sportfunktionär
- 1932: Hans Watzek, deutscher Politiker, Minister für Land-, Forst- und Nahrungsgüterwirtschaft der DDR
- 1933: Gloria Coates (nach anderen Angaben 1938), US-amerikanisch-deutsche Komponistin
- 1933: Leonid Bartenjew, sowjetischer Leichtathlet
- 1933: Jutta Langenau, deutsche Schwimmsportlerin
- 1933: Daniel Massey, britischer Schauspieler
- 1933: Bill Nieder, US-amerikanischer Leichtathlet
- 1934: Karl Clauss Dietel, deutscher Designer
- 1934: Kunie Iwahashi, japanische Schriftstellerin
- 1934: Kläre Vorreiter, deutsche Politikerin
- 1935: Yumiko Kurahashi, japanische Schriftstellerin
- 1935: Hermann Nuber, deutscher Fußballspieler
- 1935: Werner Groß, deutscher Jurist, Richter am Bundesgerichtshof

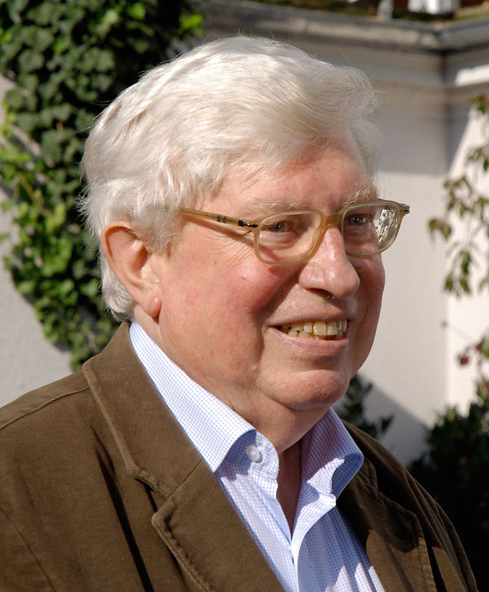
Gerhard Ertl (* 1936)

- 1936: Gerhard Ertl, deutscher Physiker und Oberflächenchemiker, Nobelpreisträger
- 1937: Romen Davtjan, armenischer Komponist und Hochschullehrer
- 1937: Erich Tschöp, deutscher Fußballspieler
- 1938: Horst Rehberger, deutscher Politiker
- 1938: Reinhold Wischnowsky, deutscher Fußballspieler
- 1939: Norbert Henke, deutscher Jurist, vorsitzender Richter am Bundessozialgericht
- 1940: Helge Adolphsen, deutscher Theologe
- 1940: Jimmy Gabriel, schottischer Fußballspieler und -trainer

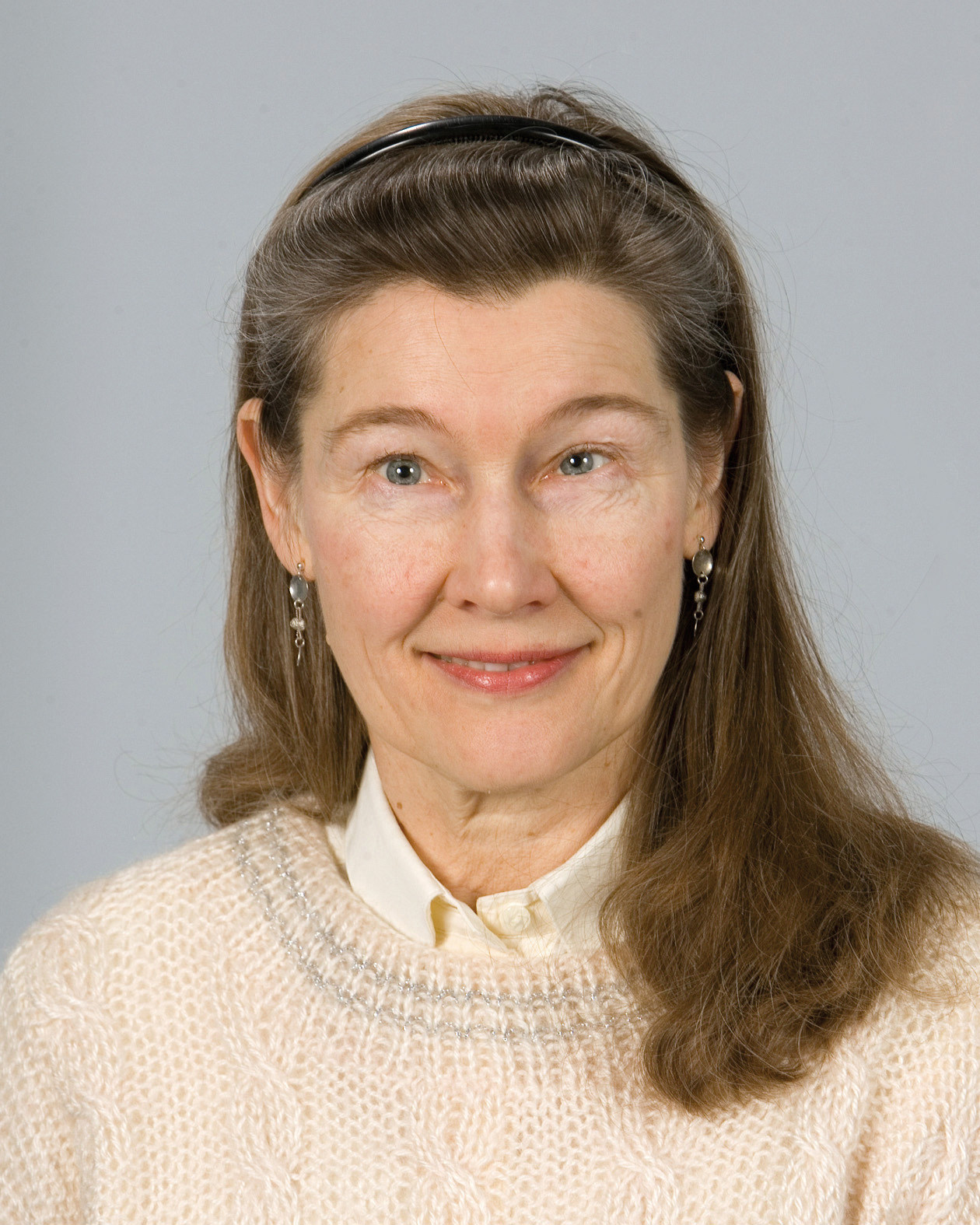
Eve Oja (* 1948)

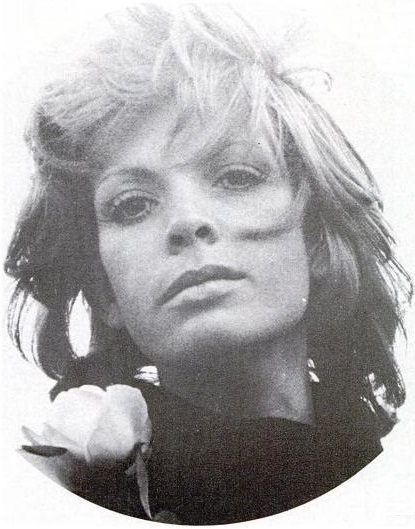
Séverine (* 1948)

- 1940: Kiyoshi Tanabe, japanischer Boxer
- 1940: Friedhelm Wenzlaff, deutscher Fußballspieler und -trainer
- 1941: Peter Coyote, US-amerikanischer Schauspieler
- 1941: Assadullah Habib, afghanischer Dichter und Schriftsteller
- 1941: Gerd Honsik, österreichischer Schriftsteller und Dichter, Holocaustleugner
- 1941: Gert Voss, deutscher Bühnenschauspieler
- 1941: Kenule Beeson Saro-Wiwa, nigerianischer Bürgerrechtler und Schriftsteller
- 1942: Claus Bantzer, deutscher Komponist und Kirchenmusiker
- 1942: Luis Díaz, kubanischer Son-Sänger und Komponist
- 1943: Denis Komivi Amuzu-Dzakpah, togoischer Erzbischof
- 1943: Reinhard Libuda, deutscher Fußballspieler
- 1943: Ursula Staack, deutsche Schauspielerin, Sängerin, Diseuse und Kabarettistin
- 1944: Sigrid Neef, deutsche Musik- und Theaterwissenschaftlerin sowie Dramaturgin.
- 1944: Petar Schekow, bulgarischer Fußballspieler
- 1945: Alan Cartwright, britischer Rockmusiker
- 1945: Edoardo Reja, italienischer Fußballspieler und -trainer
- 1946: Charles Dance, britischer Schauspieler und Regisseur
- 1946: John Prine, US-amerikanischer Country-Sänger und Songwriter
- 1947: Nina Matwijenko, ukrainische Sängerin
- 1948: John Bundrick, britischer Keyboarder, Pianist und Organist
- 1948: Juan Falú, US-argentinischer Gitarrist
- 1948: Eve Oja, estnische Mathematikerin
- 1948: Séverine, französische Schlagersängerin
- 1949: Anupong Paochinda, thailändischer Heeresoffizier
- 1949: Hans-Joachim Hacker, deutscher Politiker, Mitglied der Volkskammer der DDR, MdB
- 1950: Nora Roberts, US-amerikanische Schriftstellerin
- 1950: Takashi Yorino, japanischer Autorennfahrer

#### 1951–1975
- 1951: Arnulf Rating, deutscher Kabarettist
- 1951: Eugen Egner, deutscher Zeichner und Schriftsteller
- 1951: Willi Brase, deutscher Politiker, MdB
- 1952: Karl Lustenberger, Schweizer Skisportler
- 1952: Siegfried Stohr, italienischer Autorennfahrer
- 1953: Ines Lindner, deutsche Kunsthistorikerin und Autorin
- 1953: Midge Ure, britischer Musiker, Sänger und Songwriter (Ultravox)
- 1954: Ariane Ascaride, französische Schauspielerin

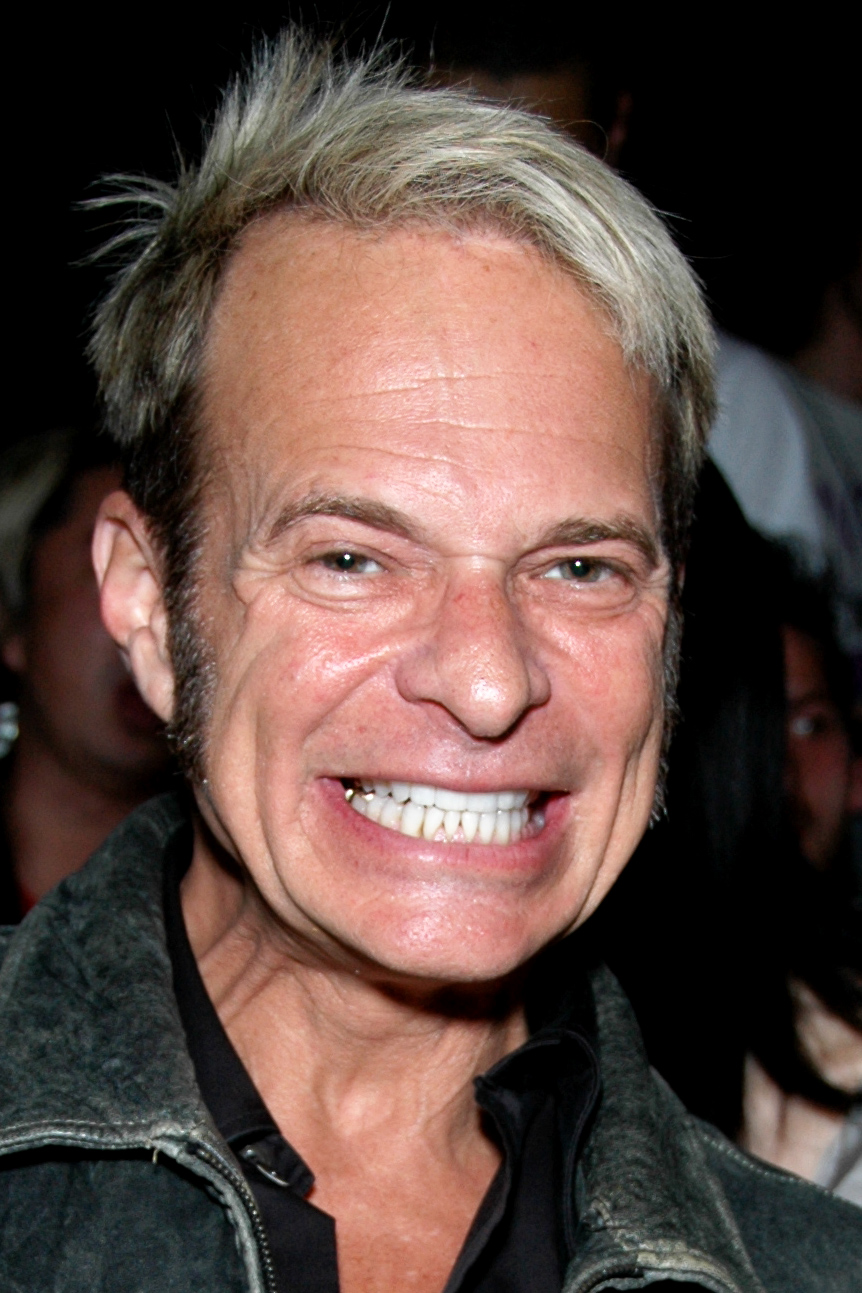
David Lee Roth (* 1954)

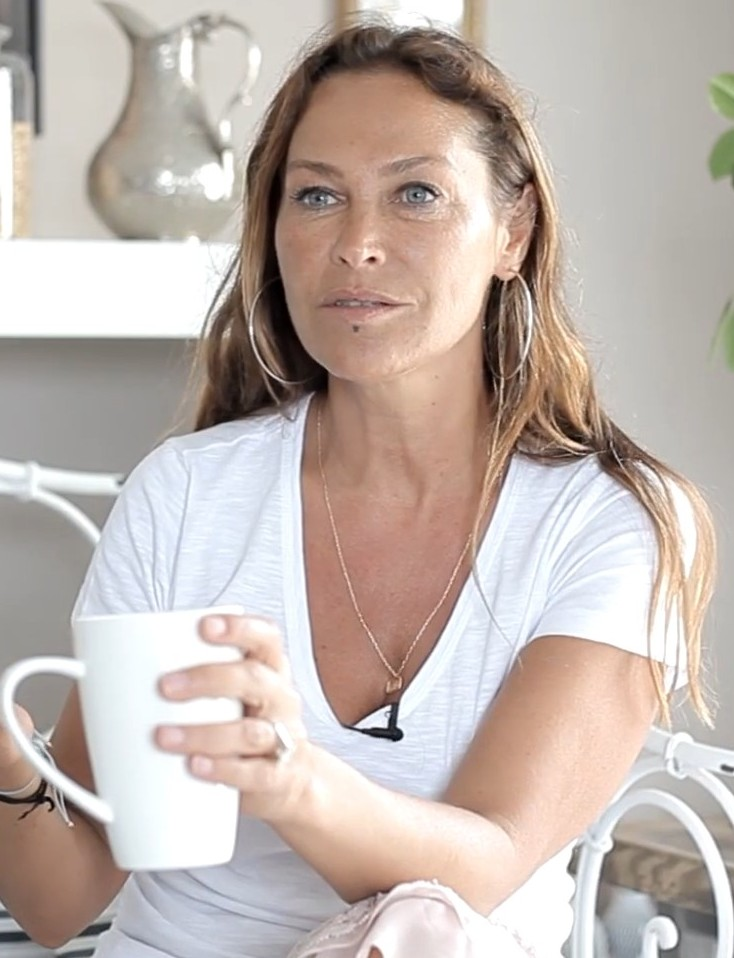
Hülya Avşar (* 1963)

- 1954: David Lee Roth, US-amerikanischer Sänger (Van Halen)
- 1955: Peter Ratzenbeck, österreichischer Gitarrist und Komponist
- 1956: Amanda Burton, britische Schauspielerin
- 1956: Fiona Fullerton, britische Film- und Fernsehschauspielerin
- 1956: David Hempleman-Adams, britischer Unternehmer und Abenteurer
- 1956: Taur Matan Ruak, osttimoresischer Freiheitskämpfer und General, Staatspräsident
- 1957: Christel Justen, deutsche Schwimmerin und Sporttherapeutin
- 1957: Bill Keenan, kanadischer Freestyle-Skier
- 1957: Rumiko Takahashi, japanische Mangaka
- 1958: Anne Delaney, US-amerikanische Komponistin, Sängerin und Songwriterin
- 1958: Hans-Jürgen Schatz, deutscher Schauspieler
- 1958: Tanya Tucker, US-amerikanische Sängerin
- 1958: John Mace Grunsfeld, US-amerikanischer Astronaut
- 1959: Kirsty MacColl, britische Sängerin und Songwriterin
- 1959: Michael Klein, rumänischer Fußballspieler
- 1960: Khadija Arib, niederländische Politikerin
- 1960: Eric Martin, US-amerikanischer Rockmusiker (Mr. Big)
- 1960: Arlene McCarthy, britische Politikerin, MdEP
- 1960: Clemens Messow, deutscher Kameramann
- 1960: Simon Townshend, britischer Gitarrist, Sänger und Songwriter
- 1961: Oliver P. Aro, philippinischer Theologe
- 1961: Éric Berthon, französischer Freestyle-Skier
- 1961: Wiktor Muschenko, ukrainischer Armeegeneral
- 1961: Danuta Stenka, polnische Schauspielerin
- 1961: Eckart Würzner, deutscher Politiker, Oberbürgermeister von Heidelberg
- 1963: Leif-Eric Andersson, deutscher Volleyballspieler
- 1963ː Hülya Avşar, türkische Schauspielerin und Sängerin
- 1963: Anita Mui, chinesische Musikerin und Schauspielerin
- 1963: Daniel Pearl, US-amerikanischer Journalist
- 1963: Vegard Ulvang, norwegischer Skilangläufer
- 1963: David Wilms, deutscher Moderator
- 1964: Matthias Arter, Schweizer Oboist, Komponist und Dozent
- 1964: Suat Atalık, türkischer Schachmeister
- 1964: Maxi Gnauck, deutsche Kunstturnerin
- 1964: Michael Hirte, deutscher Musiker
- 1965: Heidrun Jänchen, deutsche Schriftstellerin
- 1966: Tony Adams, englischer Fußballspieler und -trainer
- 1966: Elana Meyer, südafrikanische Leichtathletin
- 1966: Sylk Schneider, deutscher Schriftsteller
- 1966: Chris Walden, deutscher Jazz-Musiker und Komponist

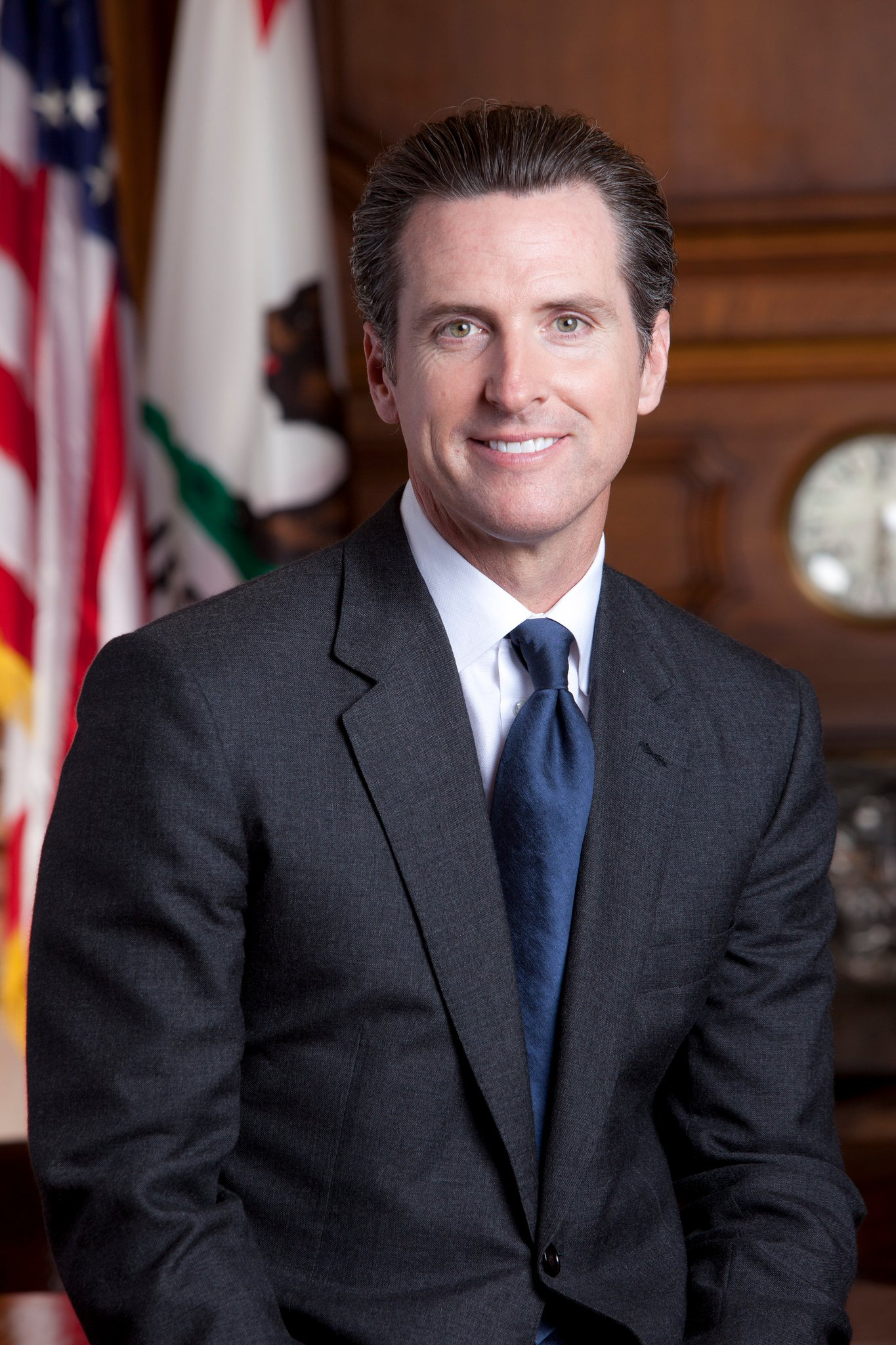
Gavin Newsom (* 1967)

- 1967: Gavin Newsom, US-amerikanischer Politiker
- 1968: Zacarías Ferreira, dominikanischer Bachatasänger und -komponist
- 1968: Andreas Türck, deutscher Fernsehmoderator
- 1969: Nina von Arx, deutsche Schauspielerin
- 1969: Manu Bennett, neuseeländischer Schauspieler und Model maorischer Abstammung

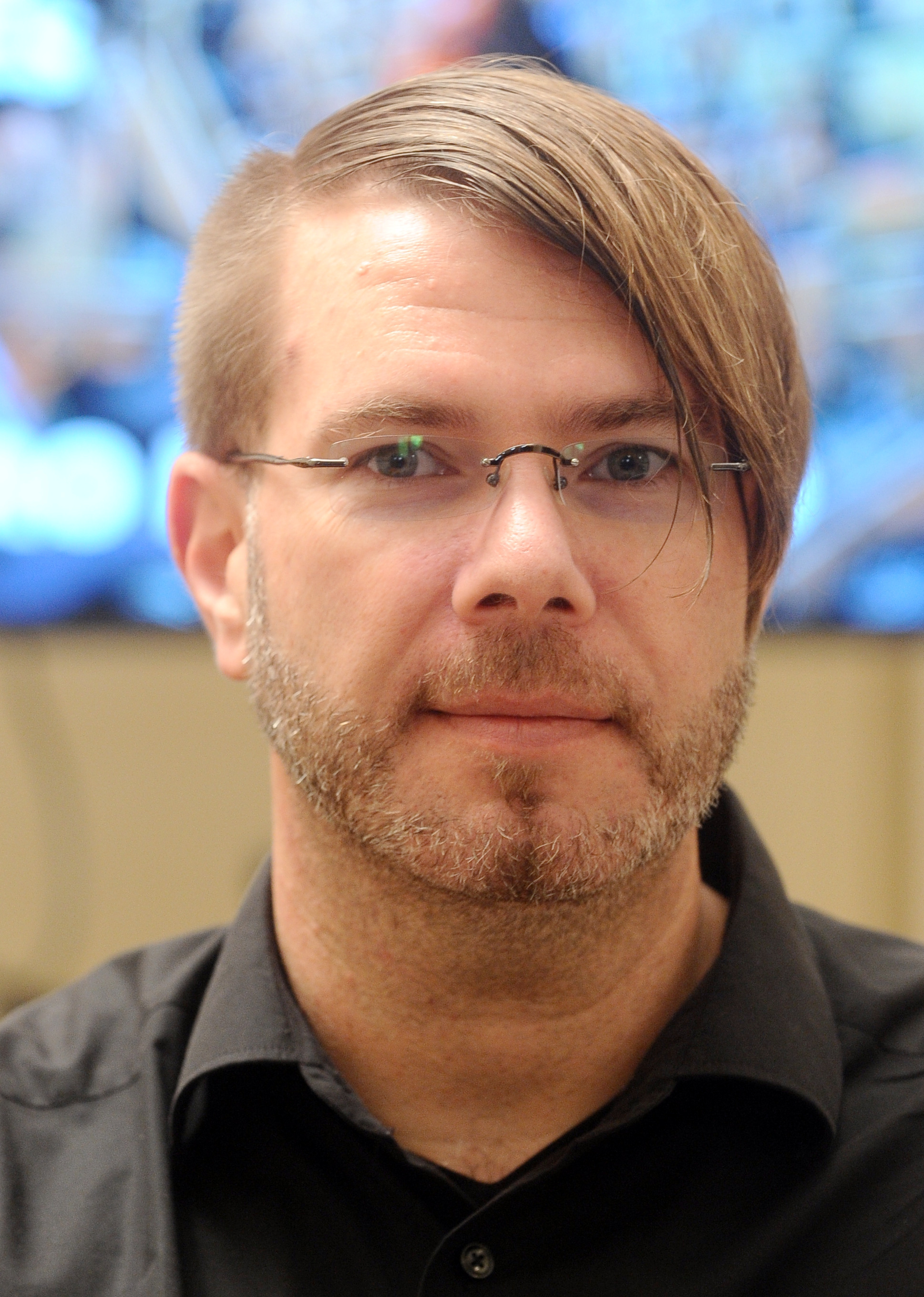
Markus Heitz (* 1971)

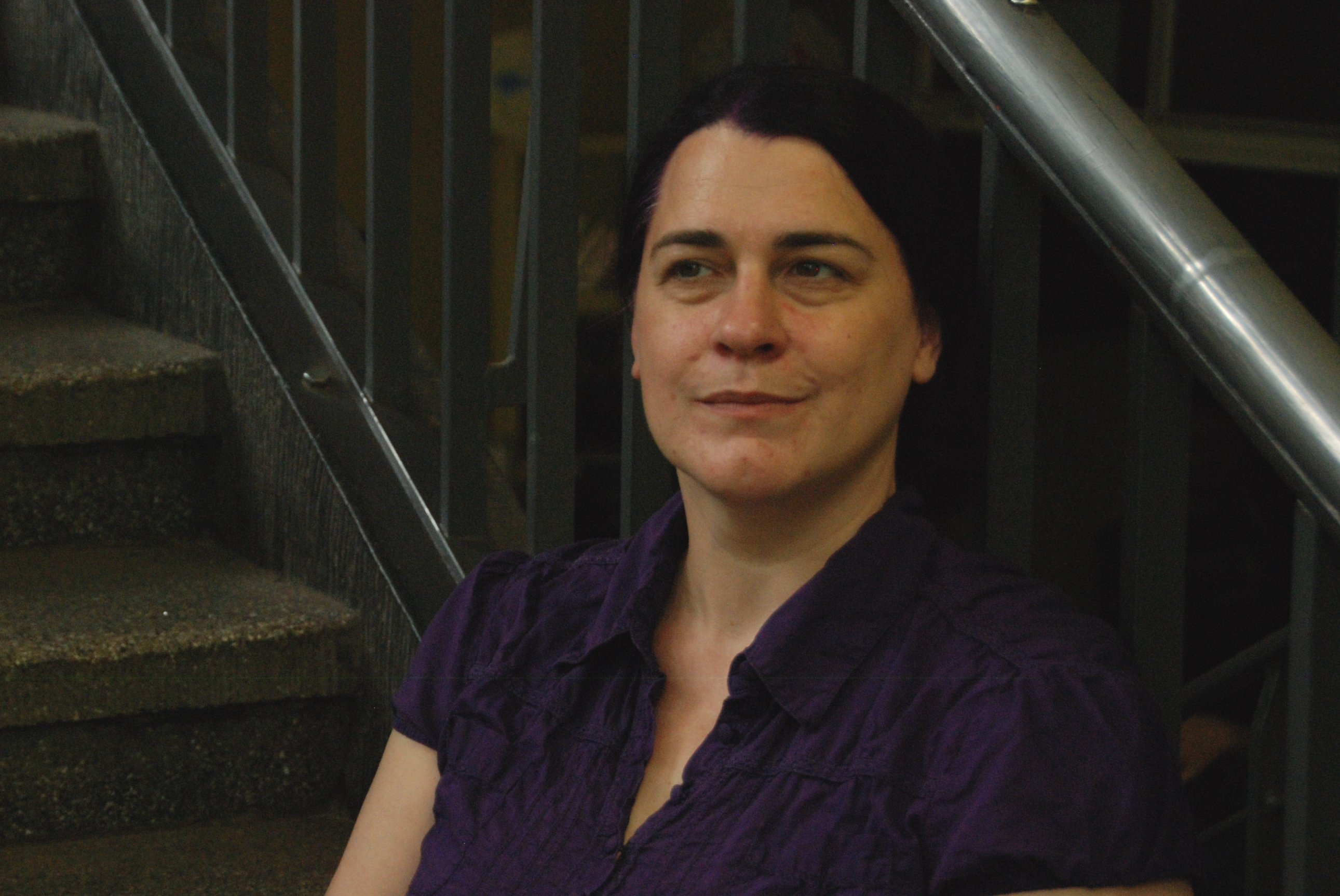
Lena Falkenhagen (* 1973)

- 1969: Brett Favre, US-amerikanischer American-Football-Spieler
- 1969: Robert Quiroga, US-amerikanischer Boxer
- 1970: Bai Ling, chinesische Schauspielerin
- 1970: Matthew Pinsent, britischer Ruderer, Olympiasieger
- 1970: Silke Kraushaar, deutsche Rennrodlerin, Olympiasiegerin, Weltmeisterin
- 1971: Lameck Aguta, kenianischer Marathonläufer
- 1971: Elvir Bolić, bosnisch-herzegowinischer Fußballspieler
- 1971: Jewgeni Igorewitsch Kissin, russischer Pianist
- 1971: Tiffany Mynx, US-amerikanische Pornodarstellerin und Stripperin
- 1971: Markus Heitz, deutscher Fantasy- und Science-Fiction-Autor
- 1971: Sharon Petzold, US-amerikanische Freestyle-Skierin
- 1971: Truth Hurts, US-amerikanische R&B-Sängerin
- 1972: Sergej Newski, russischer Komponist
- 1972: Oh Seong-ok, südkoreanische Handballspielerin
- 1972: Christoph Siegrist, Schweizer Meteorologe und Fernsehmoderator
- 1973: Lena Falkenhagen, deutschsprachige Science-Fiction-Autorin
- 1973: Vikash Dhorasoo, französischer Fußballspieler
- 1974: Ade Akinbiyi, nigerianischer Fußballspieler
- 1974: Christian Beermann, deutscher Schauspieler
- 1974: Marco Chiesa, Schweizer Politiker
- 1974: Julio Cruz, argentinischer Fußballspieler
- 1974: Dale Earnhardt junior, US-amerikanischer Rennfahrer
- 1974: Chris Pronger, kanadischer Eishockeyspieler
- 1974: Naike Rivelli,  italienische Schauspielerin und Model
- 1974: Roberto Yáñez, deutsch-chilenischer Maler
- 1975: Marco Wanderwitz, deutscher Politiker, MdB

#### 1976–2000
- 1976: Levan Tskitishvili, georgischer Fußballspieler
- 1976: Das Bo, deutscher Rapper
- 1977: Sanel Kuljić, österreichischer Fußballspieler
- 1977: Shin’ya Nakano, japanischer Motorradrennfahrer
- 1977: Roger Yasukawa, US-amerikanischer Rennfahrer
- 1977: Tina Wunderlich, deutsche Fußballerin
- 1978: Caroline Evers-Swindell, neuseeländische Ruderin
- 1978: Georgina Evers-Swindell, neuseeländische Ruderin
- 1978: Jodi Lyn O’Keefe, US-amerikanische Schauspielerin und Model
- 1978: Andreas Paul, deutscher Offizier und Politiker
- 1979: Mýa, US-amerikanische Sängerin
- 1979: Michal Mertiňák, slowakischer Tennisspieler
- 1979: Jens Tiedtke, deutscher Handballspieler
- 1980: Julie Pomagalski, französische Snowboarderin
- 1981: Chara, angolanischer Fußballspieler
- 1982: Cornelia Achenbach, deutsche Schriftstellerin
- 1982: David Cal, spanischer Kanute und Weltmeister
- 1982: Logi Geirsson, isländischer Handballspieler
- 1982: Evelyn Ruzicka, österreichische Schauspielerin, Sängerin und Songwriterin
- 1983: Ania Niedieck, deutsche Schauspielerin
- 1983: Emma Ruth Rundle, US-amerikanische Sängerin und Gitarristin
- 1983: Nikolaos Spyropoulos, griechischer Fußballspieler
- 1983: Jelle Van Damme, belgischer Fußballspieler
- 1983: Vincent Stein, deutscher Musikproduzent
- 1984: Babatunde Luqmon Adekunle, nigerianischer Fußballspieler
- 1984: Damien Ambrosetti, französischer Skilangläufer
- 1984: Mario Fillinger, deutscher Fußballspieler
- 1984ː Michèle Kiesewetter, deutsche Polizeimeisterin und Opfer neonazistischer Gewalt
- 1984: Huỳnh Quang Thanh, vietnamesischer Fußballspieler
- 1984: Chiaki Kuriyama, japanische Schauspielerin
- 1984: Marcio Vieira, andorranischer Fußballspieler

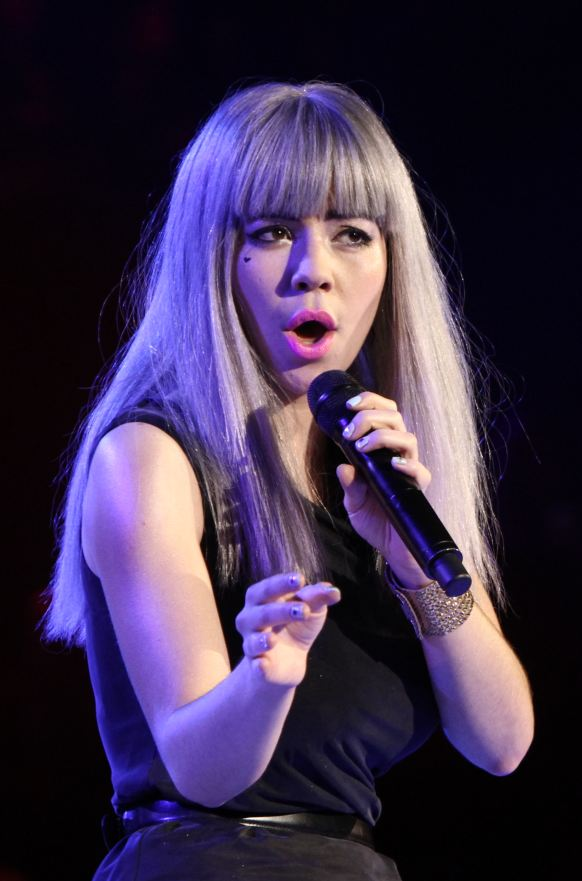
Marina Diamandis (* 1985)

- 1985: Marina Diamandis, britische Sängerin
- 1985: Gisa Flake, deutsche Schauspielerin
- 1985: Seda Bakan, türkische Schauspielerin
- 1986: Ezequiel Marcelo Garay, argentinischer Fußballspieler
- 1986: Lucy Griffiths, britische Schauspielerin
- 1986: Billy Johnson, US-amerikanischer Autorennfahrer
- 1987: Maryna Anzybor, ukrainische Skilangläuferin
- 1987: Jimmy Downey, australischer Fußballspieler
- 1988: Hamad Afif, katarischer Bahn- und Straßenradrennfahrer
- 1988: Ideye Brown, nigerianischer Fußballspieler
- 1988ː Jodie Devos, belgische Opernsängerin
- 1988: Jason Moore, britischer Rennfahrer
- 1988: Jil Funke, deutsche Schauspielerin
- 1989: Jeurys Familia, dominikanischer Baseballspieler
- 1989: Emer Kenny, britische Schauspielerin und Drehbuchautorin
- 1989: Aimee Teegarden, US-amerikanische Schauspielerin und Model
- 1990: Jury Astapenka, belarussischer Skilangläufer
- 1990: Geno Smith, US-amerikanischer American-Football-Spieler
- 1990: Rafael Tolói, brasilianisch-italienischer Fußballspieler
- 1990: Jakub Vadlejch, tschechischer Speerwerfer
- 1991: Michael Carter-Williams, US-amerikanischer Basketballspieler
- 1991: Gabriella Cilmi, australische Popsängerin
- 1991: Xherdan Shaqiri, Schweizer Fußballspieler
- 1992: Dschano Ananidse, georgischer Fußballspieler
- 1992: Gabrielle Ann Aplin, britische Singer-Songwriterin
- 1996: David Gaudu, französischer Radrennfahrer
- 1996: Jack Main, englischer Dartspieler
- 1996: Pascal Richter, deutscher Fußballspieler
- 1997: Ämir Säkirow, kasachischer Breakdancer
- 1998: Fabio Di Giannantonio, italienischer Motorradrennfahrer
- 1998: Job van Uitert, niederländischer Autorennfahrer
- 2000: Felix Nmecha, deutsch-englischer Fußballspieler

### 21. Jahrhundert

#### 2001–2025
- 2001: Julian Kania, deutscher Fußballspieler

## Gestorben

### Vor dem 16. Jahrhundert
- 0019: Germanicus, römischer Feldherr
- 0644: Paulinus von York, erster Bischof von York
- 0680: al-Abbās ibn Ali, schiitischer Märtyrer
- 0680: Husain ibn ʿAlī, arabischer Imam
- 0928: Sehard, Bischof von Hildesheim
- 0930: Tuto, Bischof von Regensburg und katholischer Seliger
- 1036: Sigebert, Bischof von Minden
- 1086: Giselbert, Abt von St. Blasien
- 1149: al-Hafiz, Kalif der Fatimiden
- 1229: Henry de Beaumont, 5. Earl of Warwick, englischer Magnat
- 1302: Theoderich von Neuhaus, Bischof von Olmütz
- 1308: Patrick Dunbar, 7. Earl of Dunbar, schottischer Adeliger und Militär
- 1359: Hugo IV., König von Zypern
- 1372: Johannes von Dambach, elsässischer Dominikaner und Theologe
- 1402: Ludwig von Thierstein, Abt von Einsiedeln
- 1411: Nikolaus von Bunzlau, deutscher Benediktinermönch und Weihbischof in Breslau
- 1451: Astorgio Agnesi, Erzbischof von Benvenent und Kardinal
- 1465: Barbara von Sachsen-Wittenberg, Markgräfin von Brandenburg-Kulmbach
- 1473: Giorgio da Sebenico, dalmatischer Architekt und Bildhauer

### 16. bis 18. Jahrhundert

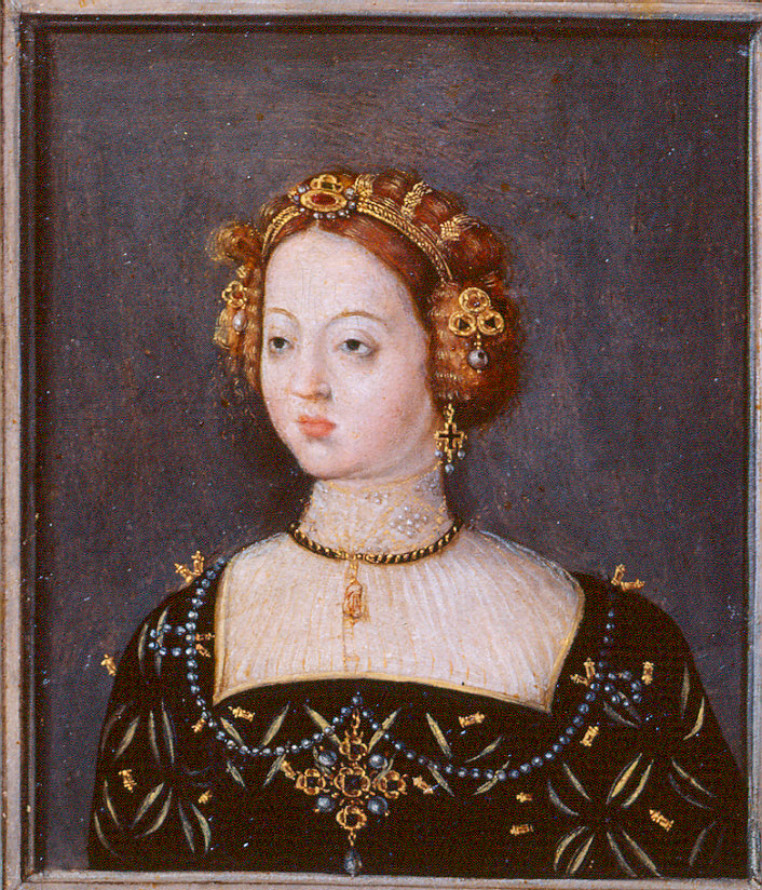
Maria von Portugal († 1577)

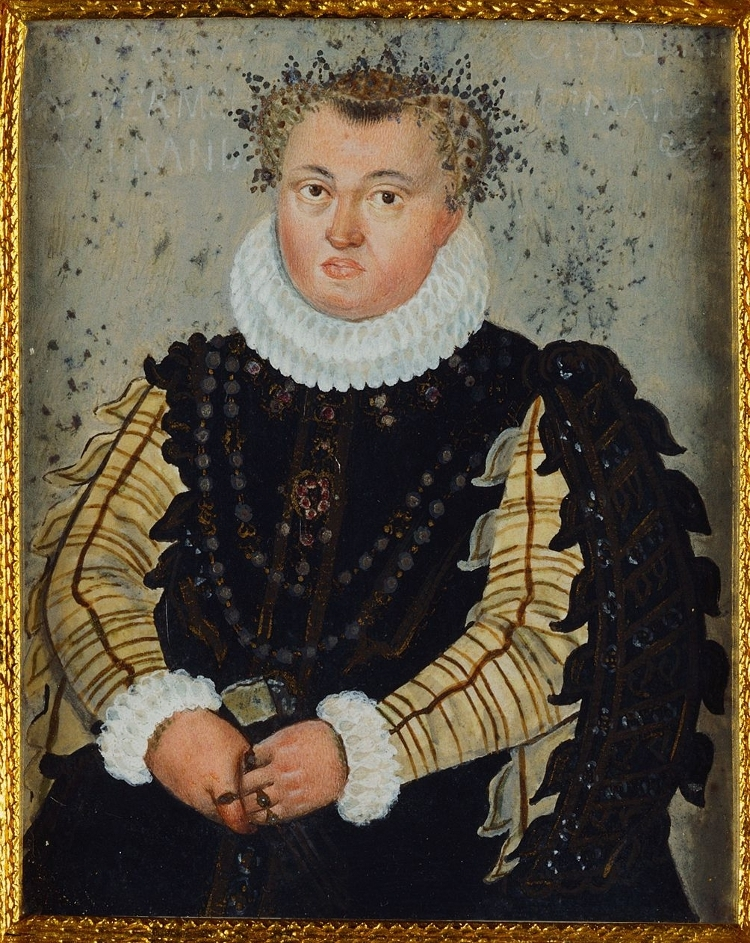
Katharina von Brandenburg-Küstrin († 1602)

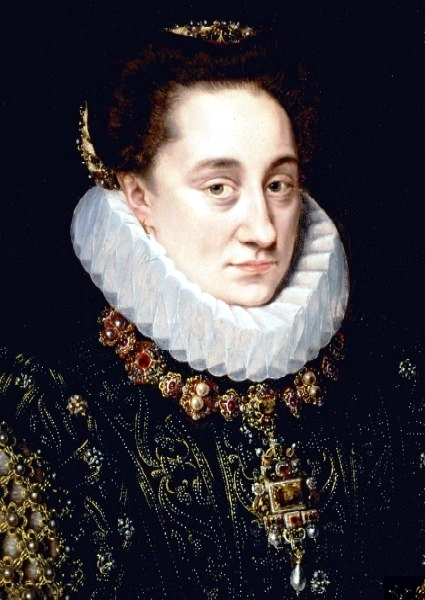
Adriaen Thomasz Key: Prinzessin Maria von Oranien-Nassau († 1616)

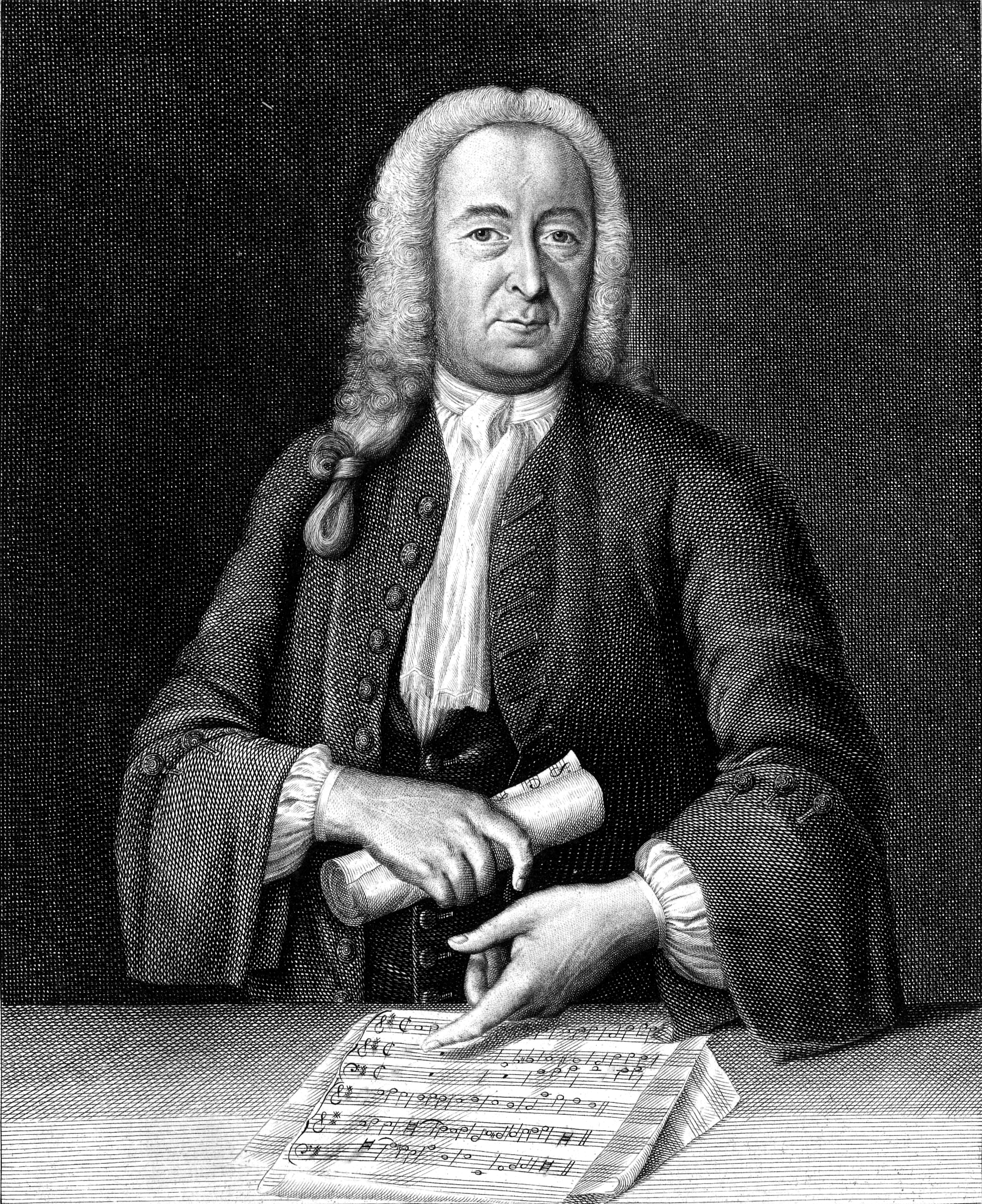
Jacob Nozeman († 1745)

- 1503: Pierre II. de Bourbon, Herzog von Bourbon
- 1504: Michael, Abt des Benediktinerklosters in Münsterschwarzach
- 1505: William Boleyn, englischer Adliger und High Sheriff von Kent
- 1508: Johann I. Thurzo, ungarischer Patrizier, Kaufmann und Montanunternehmer
- 1530: Thomas Grey, 2. Marquess of Dorset, englischer Adeliger, Höfling und Soldat
- 1563: Jakob Zili, Schweizer Kaufmann und Politiker
- 1577: Maria von Portugal, Infantin von Portugal, Patronin der Literatur und Künste
- 1581: Bayinnaung, König der Taungoo-Dynastie im heutigen Birma
- 1602: Katharina von Brandenburg-Küstrin, Kurfürstin
- 1616: Maria von Oranien-Nassau, Gräfin von Hohenlohe-Neuenstein
- 1645: Heinrich Julius von Wietersheim, Stiftshofmeister in Quedlinburg
- 1659: Abel Tasman, niederländischer Seefahrer
- 1666: Hermann Adolf zur Lippe-Detmold, Landesherr der Grafschaft Lippe-Detmold
- 1674: Michael Friedrich Lederer, deutscher Rechtswissenschaftler
- 1675: Alexander II. von Velen, kaiserlicher Feldherr im Dreißigjährigen Krieg
- 1676: Sebastian Knüpfer, deutscher Komponist
- 1680: Jacob Tappe, deutscher Mediziner und Professor für Medizin der Universität Helmstedt
- 1683: Berend Jacob Karpfanger, Piratenjäger und Kapitän des Schiffes „Wappen von Hamburg“
- 1690: Louis Charles d’Albert, Herzog von Luynes, französischer Übersetzer und Moralist
- 1708: David Gregory, schottischer Mathematiker
- 1714: Pierre Le Pesant de Boisguilbert, französischer Ökonom
- 1716: Anton Egon, Reichsfürst und gefürsteter Landgraf von Fürstenberg-Heiligenberg
- 1720: Antoine Coysevox, französischer Bildhauer
- 1727: Gottfried Vockerodt, deutscher Pädagoge
- 1729: Johann Martin Seekatz, deutscher Maler
- 1731: Johann Jänichen, deutscher Pädagoge und Dichter
- 1734: Heinrich Wilhelm von Löwenfinck, deutscher Militär und Porzellanmaler
- 1734: Johann Bernhard Orth, Bürgermeister von Heilbronn
- 1745: Jacob Nozeman, niederländischer Komponist, Violinist und Organist
- 1747: John Potter, Erzbischof von Canterbury
- 1749: Jost Christian zu Stolberg-Roßla junior, deutscher Militär im Dienst der Kaiserin von Russland und danach des Königs von Preußen
- 1756: Gerrit Corver, Regent von Amsterdam
- 1761: William Dummer, britischer Kolonialpolitiker, Gouverneur der Province of Massachusetts Bay
- 1770: Hieronymus Annoni, Schweizer reformierter Theologe und Kirchenliederdichter
- 1785: Johann Wolfgang Hammann, deutscher Unternehmer
- 1789: Thomas Hall, britischer Seemann auf der Bounty
- 1791: Christian Friedrich Daniel Schubart, deutscher Dichter
- 1797: Carter Braxton, einer der Gründerväter der USA

### 19. Jahrhundert

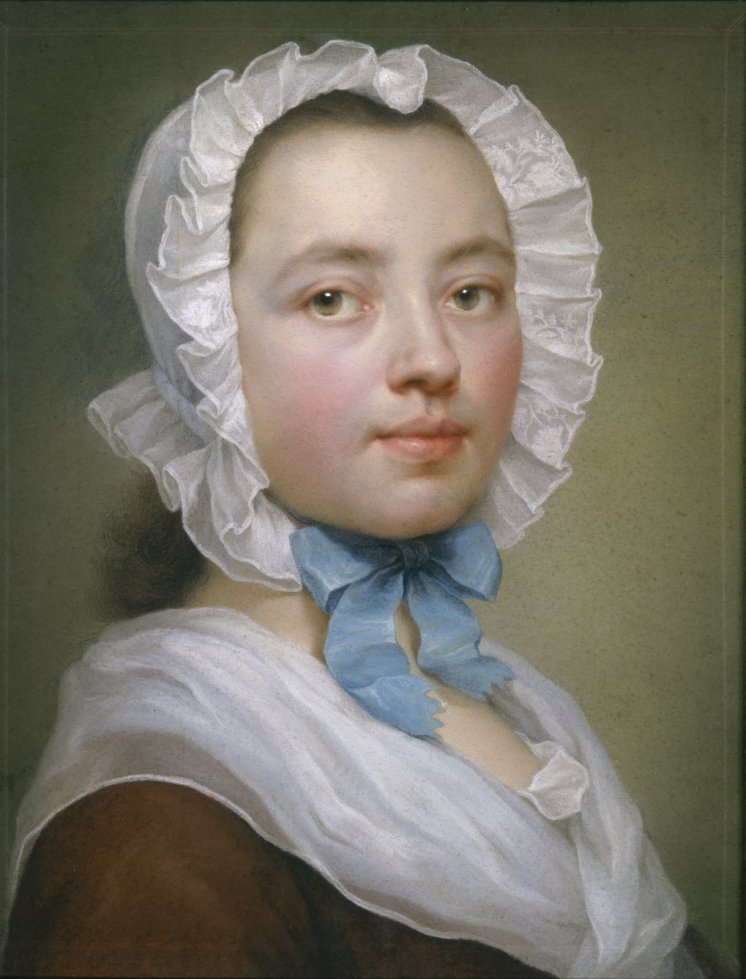
Theresa Concordia Maron († 1806)

- 1806: Louis Ferdinand Prinz von Preußen, preußischer General, Neffe Friedrichs des Großen
- 1806: Theresa Concordia Maron, deutsche Malerin
- 1819: Gottfried August Arndt, deutscher Historiker, Ethnologe und Staatswissenschaftler
- 1825: Dmytro Bortnjanskyj, ukrainischer Komponist
- 1826: Félix Berenguer de Marquina, spanischer Kolonialverwalter, Gouverneur der Philippinen und Vizekönig von Neuspanien
- 1832: James Stephen, britischer Parlamentarier
- 1834: Thomas Say, US-amerikanischer Entomologe
- 1837: Charles Fourier, französischer Gesellschaftstheoretiker
- 1840: Johann Christoph Stelzhammer, österreichischer katholischer Geistlicher und Physiker
- 1848: Heinrich Robert Stöckhardt, Jurist und Professor
- 1854: Gordon Drummond, britischer General und Kolonialadministrator

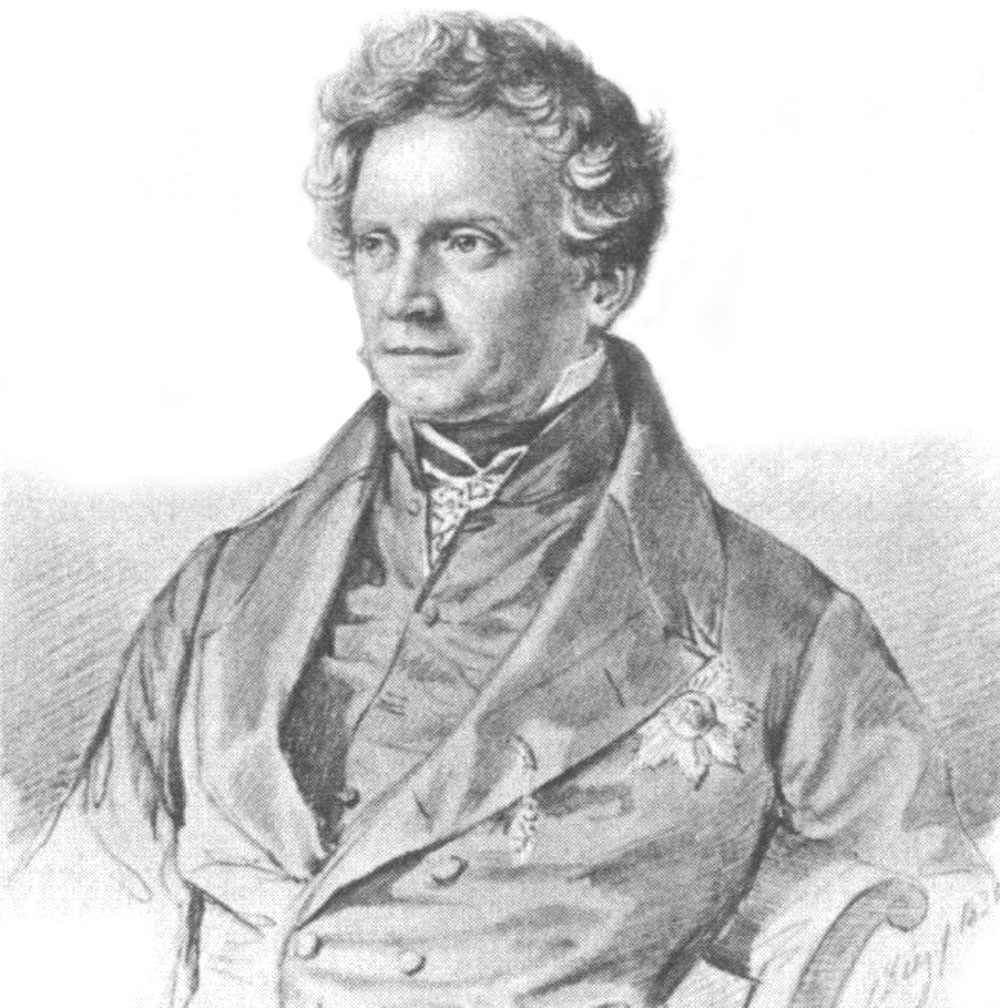
Karl August Varnhagen († 1858)

- 1858: Karl August Varnhagen von Ense, deutscher Erzähler und Diplomat
- 1863: Martin Wilhelm Oppenheim, deutscher Bankier
- 1866: Rudolf Anger, deutscher Theologe und Philosoph
- 1867: Julius Mosen, deutscher Dichter und Schriftsteller
- 1871: Berthold Carl Seemann, deutscher Botaniker
- 1872: William H. Seward, US-amerikanischer Politiker und Außenminister
- 1875: Alexei Konstantinowitsch Tolstoi, russischer Schriftsteller, Dramatiker und Dichter, Cousin Leo Tolstois
- 1884: Robert Christian Barthold Avé-Lallemant, deutscher Arzt und Forschungsreisender
- 1884ː Johanna Goldschmidt, deutsche Frauenrechtlerin, Schriftstellerin und Philanthropin
- 1886: Wilhelm Lehmann, deutscher Auswanderer, Kolonist und Gründer der Stadt Rafaela in Argentinien
- 1889: Adolf Henselt, deutscher Komponist und Klaviervirtuose
- 1889: Heinrich Heydemann, deutscher Archäologe
- 1894: Julius Lehr, deutscher Forstwissenschaftler und Nationalökonom
- 1895: Balthasar Pröbstl, deutscher Orgelbauer
- 1896: Witold Pruszkowski, polnischer Maler
- 1899: Albert Böhler, österreichischer Industrieller
- 1899: Allan James Foley, irischer Opernsänger (Bass)
- 1899ː Maria Angela Truszkowska, polnische Ordensschwester und Ordensgründerin
- 1900: Hedwig von Eberstein, deutsche Rittergutsbesitzerin und Stifterin

### 20. Jahrhundert

#### 1901–1950

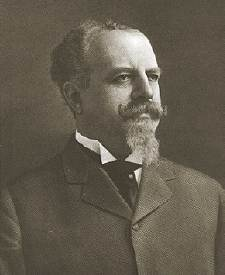
Adolphus Busch († 1913)

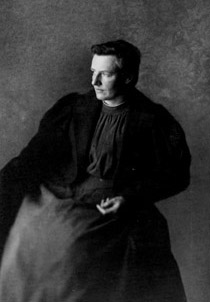
Hope Bridges Adams Lehmann († 1916)

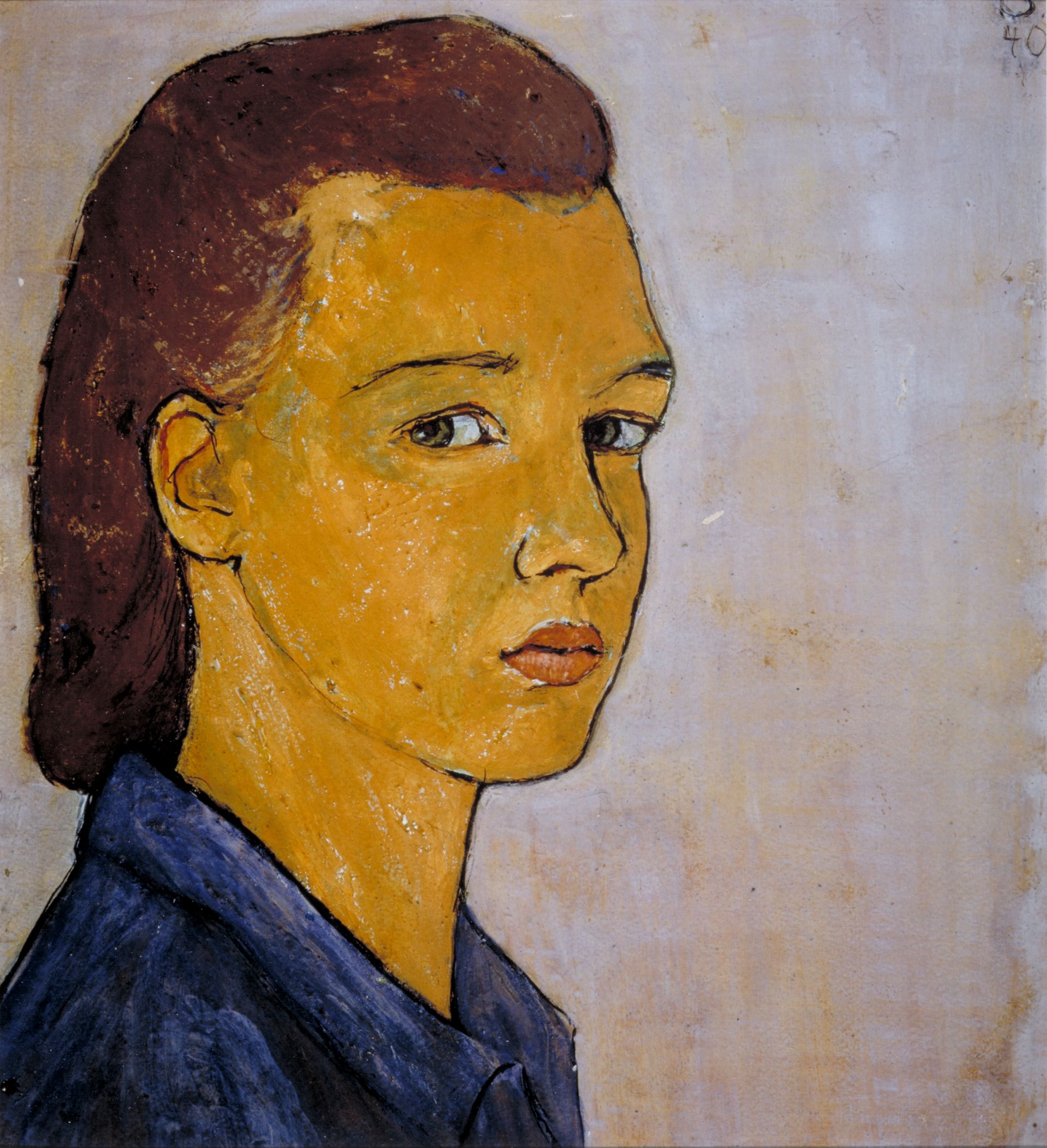
Charlotte Salomon († 1943)

- 1901: Lorenzo Snow, US-amerikanischer Mormone
- 1904: Anna Forcke, Diakonisse und als Oberin Leiterin der Henriettenstiftung in Hannover
- 1906: Karl Attenhofer, schweizerischer Jurist und Bundesrichter
- 1907: Charles Dancla, französischer Violinist und Komponist
- 1909: Luise Limbach, deutsche Opernsängerin
- 1913: Adolphus Busch, deutsch-US-amerikanischer Unternehmer und Brauer (Anheuser-Busch)
- 1913: Gregorio María Kardinal Aguirre y García, spanischer Erzbischof
- 1913: Katsura Tarō, japanischer Offizier und Premierminister
- 1914: Johan Jacob Ahrenberg, finnlandschwedischer Architekt und Schriftsteller
- 1914: Domenico Ferrata, italienischer Geistlicher, vatikanischer Diplomat und Kurienkardinal
- 1914: Karl I., König von Rumänien
- 1914: Johann Schwarzer, österreichischer Filmpionier
- 1916: Hope Bridges Adams Lehmann, erste deutsche Frau, die das Medizinstudium mit dem Staatsexamen abschloss
- 1917: Sarah Aaronsohn, rumänischstämmige Spionin, die für die Briten gegen das Osmanische Reich tätig war
- 1918: Elisabeth Bürstenbinder, deutsche Schriftstellerin
- 1919: Martin Leo Arons, deutscher Physiker und Politiker
- 1919: Anatole Mallet, Schweizer Ingenieur
- 1921: Otto von Gierke, deutscher Jurist, Rechtshistoriker und Politiker
- 1922: Luisa Capetillo, puerto-ricanische Feministin und Anarchistin
- 1923: Andrés Avelino Cáceres, peruanischer General und Präsident von Peru
- 1926: Pierre Decourcelle, französischer Schriftsteller
- 1927: Aurél Stromfeld, österreichischer Offizier und Generalstabschef der Armee der ungarischen Räterepublik
- 1927: Gustav Weißkopf, deutsch-US-amerikanischer Pionier des Motorflugs
- 1931: Carl von Bach, deutscher Maschinenbauingenieur und Hochschullehrer
- 1932: Arnošt Muka, sorbischer Kulturorganisator, Schriftsteller und Volkskundler
- 1933: Victor Méric, französischer Journalist
- 1934: Takamura Kōun, japanischer Bildhauer
- 1935: Heinrich Gustav Arnhold, deutscher Bankier, Sammler, Mäzen und Esperantist
- 1942: Thomas Holenstein, Schweizer Jurist und Politiker
- 1942: Richard von Schaukal, österreichischer Dichter
- 1943: Franz Diekamp, deutscher Theologe
- 1943: Charlotte Salomon, deutsche Malerin
- 1948: Mary Eaton, US-amerikanische Schauspielerin
- 1948: Siegmund von Hausegger, österreichischer Komponist und Dirigent
- 1949: Charles Silver, französischer Komponist

#### 1951–1975

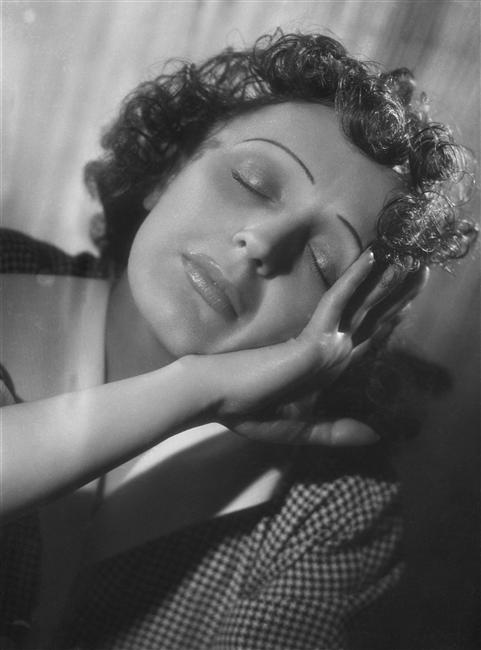
Édith Piaf († 1963)

- 1952: Franz Johann Ludwig August Adenauer, deutscher Jurist
- 1953: Erima Harvey Northcroft, neuseeländischer Anwalt, Richter am Supreme Court of New Zealand und Internationaler Militärgerichtshof für den Fernen Osten
- 1954: August Schmauß, deutscher Physiker, Meteorologe und Klimatologe
- 1955: Frederick Matthias Alexander, australischer Schauspieler
- 1955: Riccardo Stracciari, Opernsänger und Gesangspädagoge
- 1960: Basil Ruysdael, US-amerikanischer Schauspieler
- 1962: Trygve Gulbranssen, norwegischer Schriftsteller
- 1963: Edith Piaf, französische Sängerin
- 1964: Konrad Bayer, österreichischer Schriftsteller und Dandy
- 1964: Heinrich Neuhaus, ukrainischer Pianist
- 1964: František Pícha, tschechischer Komponist, Musikpädagoge und Volksliedsammler
- 1967: Vyvyan Holland, britischer Schriftsteller und Übersetzer
- 1967: Ervin Major, ungarischer Musikwissenschaftler und Komponist
- 1967: Lotte B. Prechner, deutsche Malerin
- 1968: Nikifor, polnischer Maler
- 1969: Dora Schlatter, deutsch-schweizerische Politikerin
- 1971: Arne Benary, deutscher Wirtschaftswissenschaftler
- 1971: Cyril Lodowic Burt, britischer Psychologe
- 1971: Metod Doležil, tschechischer Chorleiter und Musikpädagoge
- 1971: Ernst Kuntscher, deutscher Politiker, MdL, MdB
- 1973: Ludwig von Mises, österreichischer Wirtschaftswissenschaftler
- 1974: Marie Luise Kaschnitz, deutsche Schriftstellerin
- 1975: August Dvorak, US-amerikanischer Psychologe und Pädagogikprofessor

#### 1976–2000

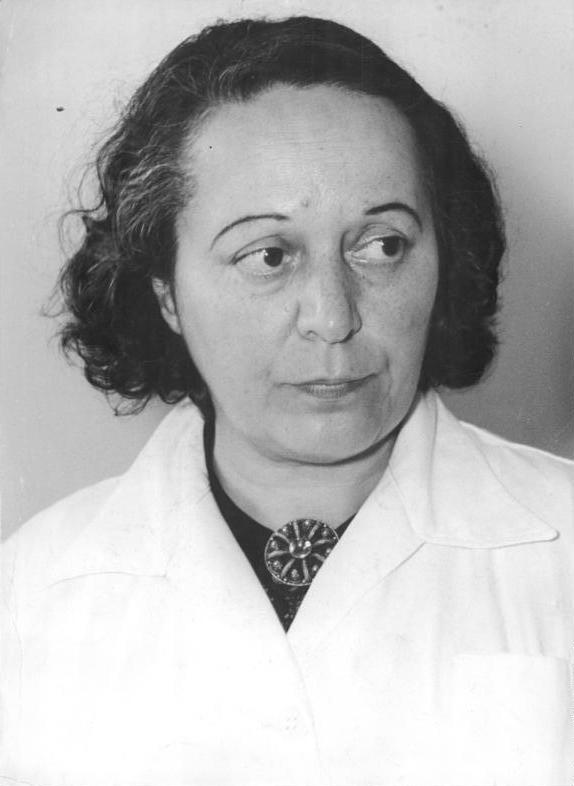
Lea Grundig († 1977)

- 1976: Silvana Armenulić, jugoslawische Folk-Sängerin
- 1977: Lea Grundig, deutsche Malerin und Grafikerin
- 1977: Eberhard Ernst Reinhardt, Schweizer Jurist und Bankmanager
- 1978: John Randolph Bray, US-amerikanischer Zeichentrickfilmpionier
- 1978: Ralph Metcalfe, US-amerikanischer Leichtathlet und Olympiasieger, Politiker, Mitglied des Repräsentantenhauses
- 1978: Hector Vasena, argentinischer Autorennfahrer
- 1979: Heinrich Behnke, deutscher Mathematiker
- 1979: Paul Paray, französischer Dirigent und Komponist
- 1980: Carlo Annovazzi, italienischer Fußballspieler
- 1980: Auguste Veuillet, französischer Autorennfahrer und Unternehmer
- 1983: Ralph Richardson, britischer Schauspieler
- 1983: Heinrich Schulte, deutscher Psychiater
- 1984: Rudolf Adolph, deutscher Schriftsteller

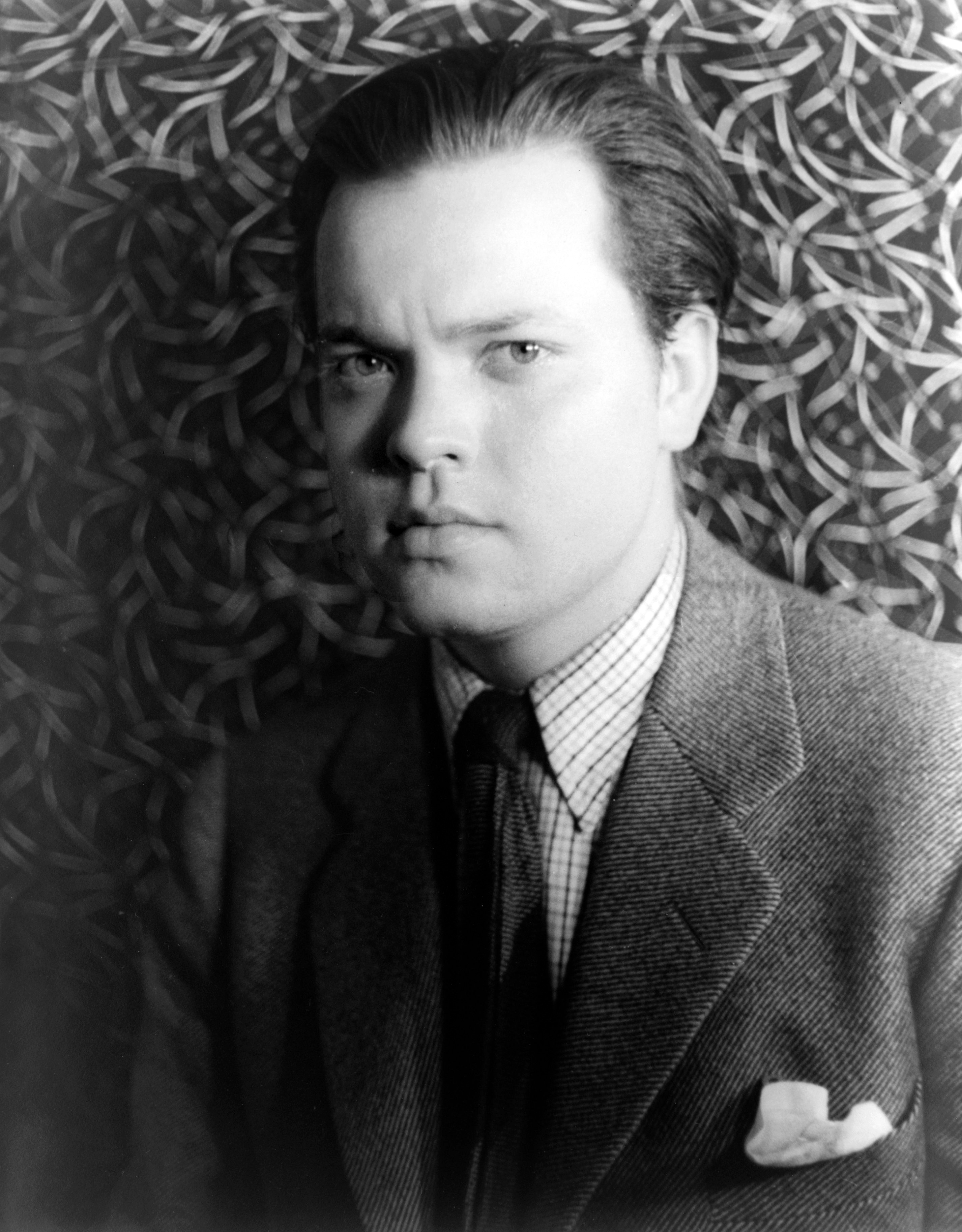
Orson Welles († 1985)

- 1985: Yul Brynner, US-amerikanischer Schauspieler
- 1985: Orson Welles, US-amerikanischer Schauspieler und Regisseur
- 1986: Massie Kennard, US-amerikanischer Kirchenreformer
- 1986: Antonio di Benedetto, argentinischer Schriftsteller
- 1986: Gerold von Braunmühl, deutscher Diplomat, der von der Rote Armee Fraktion (RAF) ermordet wurde
- 1987: Alexander Adschemian, armenischer Komponist
- 1988: Jacques Péron, französischer Automobilrennfahrer
- 1989: Lionel Audet, kanadischer Weihbischof
- 1990: Franco Autori, US-amerikanischer Dirigent
- 1990: Emil Joseph Diemer, deutscher Schachspieler
- 1990: Carlos Thompson, argentinischer Schauspieler und Schriftsteller
- 1991: Rudolf Arens, deutscher Grünlandwissenschaftler
- 1993: Absalon, israelischer Installationskünstler, Videokünstler und Bildhauer
- 1994: Richard John Copland Atkinson, britischer Prähistoriker
- 1994: Germain Muller, französischer Politiker, Kabarettist und Dichter
- 1995: Robert Finch, US-amerikanischer Politiker, Minister
- 1995: Alarich Weiss, deutscher Physikochemiker
- 1996: Jong Su-hyon, nordkoreanische Eishockeyspielerin
- 1998ː Berta Rahm, Schweizer Architektin, Verlegerin und Frauenrechtlerin
- 2000: Ferenc Farkas, ungarischer Komponist

### 21. Jahrhundert

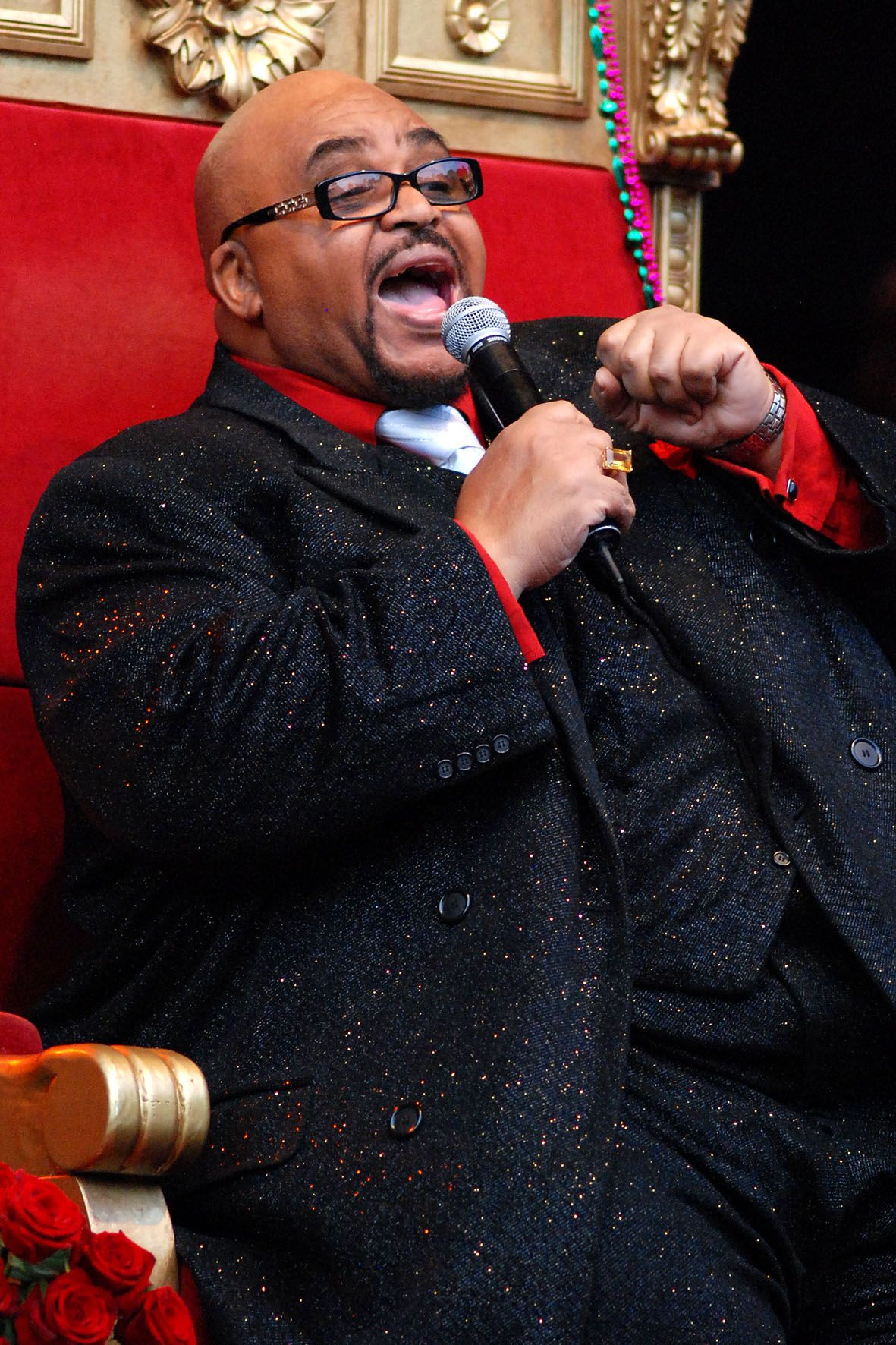
Solomon Burke († 2010)

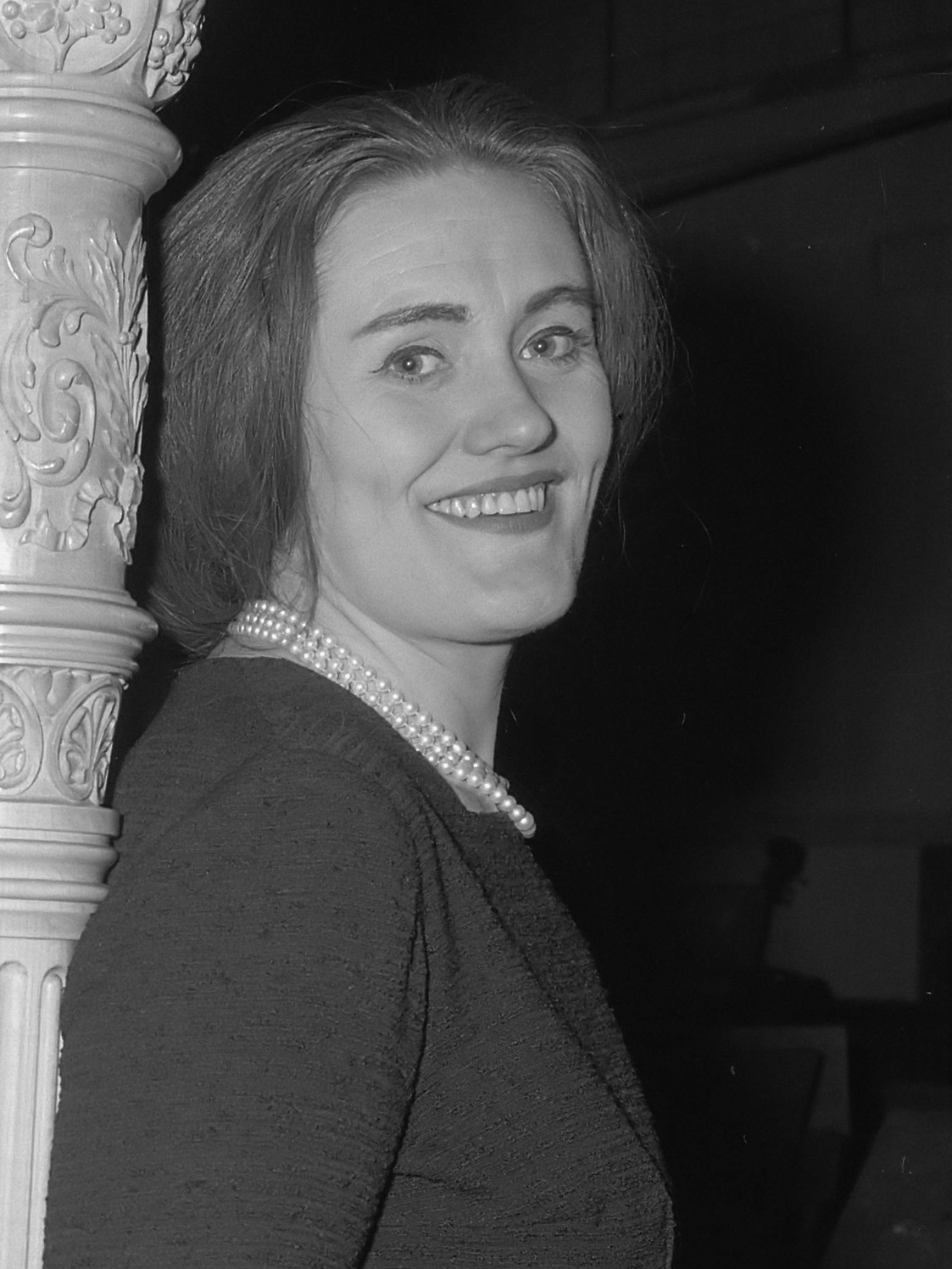
Joan Sutherland († 2010)

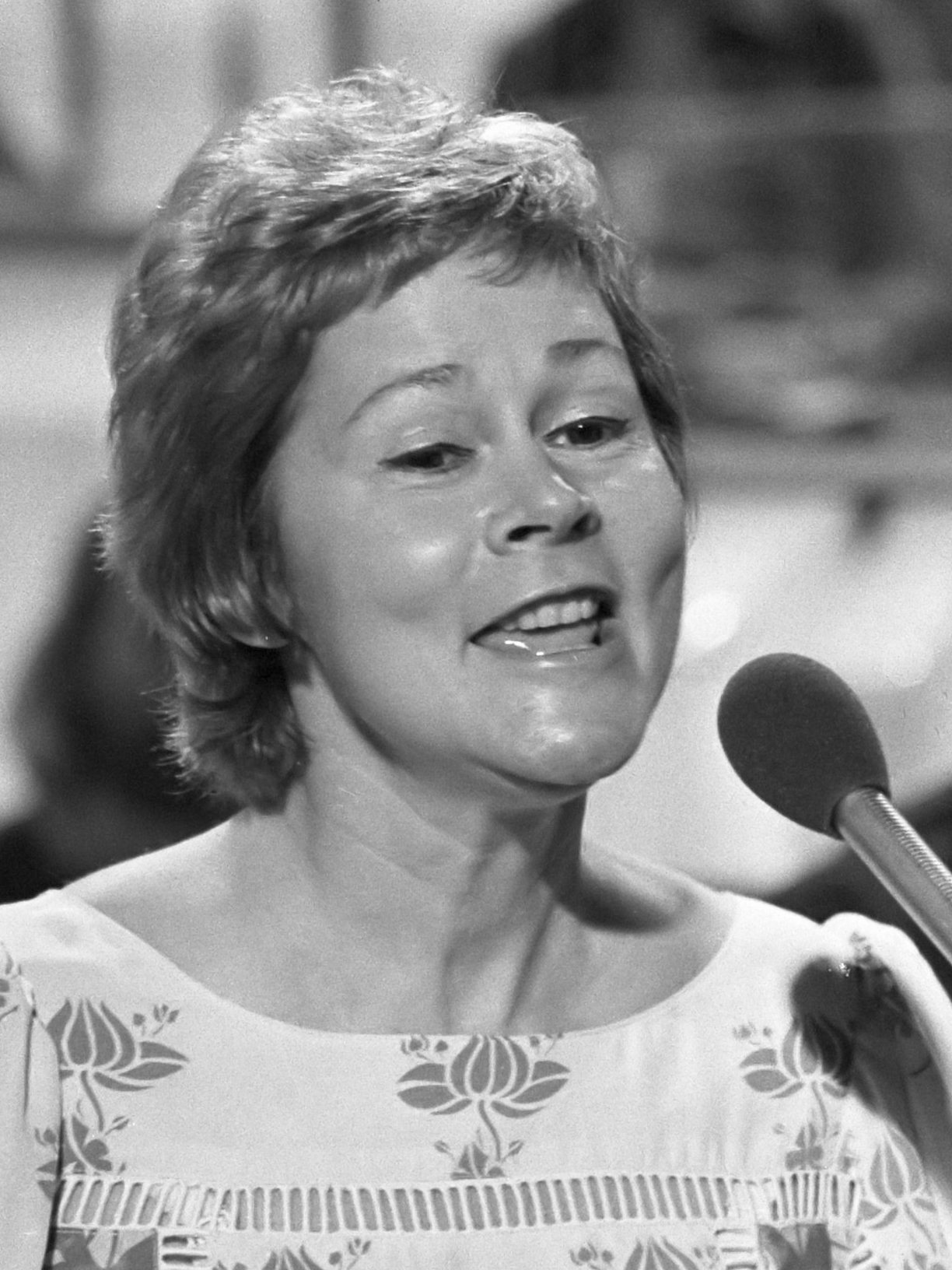
Anita Kerr († 2022)

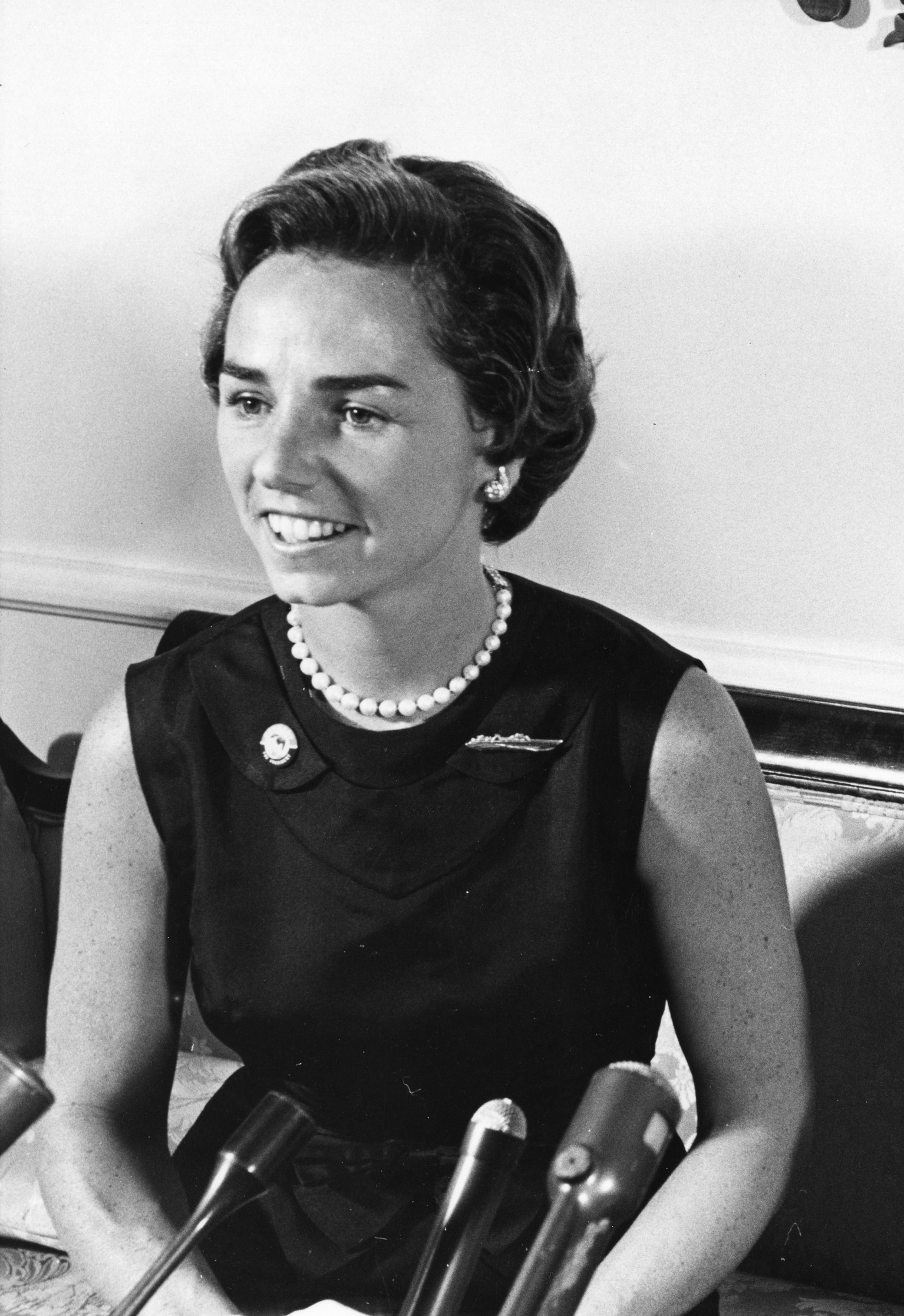
Ethel Kennedy († 2024)

- 2001: Luis Antonio García Navarro, spanischer Dirigent
- 2001: Joachim von Zedtwitz, österreichischer Arzt und Gerechter unter den Völkern
- 2003: Eugene Istomin, US-amerikanischer Pianist
- 2003: Frank Alois Pitelka, US-amerikanischer Ornithologe und Ökologe
- 2004: Kelsey Jones, kanadischer Komponist, Cembalist, Pianist, Organist, Dirigent und Musikpädagoge
- 2004: Christopher Reeve, US-amerikanischer Schauspieler
- 2005: Kurt Artner, österreichischer Sportschütze
- 2005: Milton Obote, ugandischer Staatspräsident
- 2005: Gardner Read, US-amerikanischer Komponist
- 2006: Jerry Belson, US-amerikanischer Drehbuchautor, Filmproduzent und Filmregisseur
- 2006: August Henne, deutscher Forstmann
- 2008: Alexei Prokurorow, russischer Skilangläufer, Olympiasieger
- 2008: Kurt Weinzierl, österreichischer Schauspieler
- 2009: Stephen Gately, irischer Sänger (Boyzone)
- 2010: Solomon Burke, US-amerikanischer Soul- und Rhythm-and-Blues-Sänger
- 2010: Franz Schwarzenböck, deutscher Bischof
- 2010: Joan Sutherland, australische Opernsängerin (Sopran)
- 2011: Gorgen Ray Aghayan, persischer Kostümdesigner
- 2011: Albert Rosellini, US-amerikanischer Politiker
- 2011: Otto Tausig, österreichischer Schauspieler, Drehbuchautor und Regisseur
- 2011: Klaus-Peter Thiele, deutscher Schauspieler
- 2011: Karl Wienand, deutscher Politiker, MdB, Agent der DDR-Staatssicherheit
- 2012: Ilse Maria Aschner, österreichische Journalistin
- 2012: Nils Koppruch, deutscher Musiker und freischaffender Künstler
- 2012: Amanda Todd, kanadische Schülerin, die wegen Cyber-Mobbings Suizid beging
- 2013: Scott Carpenter, US-amerikanischer Astronaut
- 2015: Hilla Becher, deutsche Fotografin
- 2015: Richard F. Heck, US-amerikanischer Chemiker und Nobelpreisträger
- 2016: Tamme Hanken, deutscher Heilpraktiker und Pferdeflüsterer
- 2017: Lissy Tempelhof, deutsche Schauspielerin
- 2018: Mary Midgley, britische Philosophin
- 2018: Peter Ramseier, Schweizer Fußballspieler
- 2021: Abdul Kadir Khan, pakistanischer Ingenieur
- 2022: Emeric Arus, rumänischer Fechter
- 2022: Anita Kerr, US-amerikanische Sängerin und Musikproduzentin
- 2022: Wiktor Logunow, sowjetischer Radrennfahrer
- 2022: Paavo Roininen, finnischer Boxer
- 2022: Allan Wood, australischer Schwimmer
- 2023: Kim Nam-jo, südkoreanische Schriftstellerin
- 2023: Corinne Pulver, Schweizer Autorin, Dokumentarfilmerin und Journalistin
- 2024ː Lizzy Aumeier, deutsche Kontrabassistin und Kabarettistin
- 2024ː Ethel Kennedy, US-amerikanische Menschenrechtsaktivistin und Ehefrau von US-Senator Robert F. Kennedy

## Feier- und Gedenktage
- Kirchliche Gedenktage
  - Hl. Viktor von Xanten, römischer Märtyrer (katholisch, orthodox)
  - Hl. Brun von Köln, Erzbischof von Köln, Erzkanzler des Heiligen Römischen Reiches (evangelisch, der katholische Gedenktag ist am 11. Oktober)
  - Lucas Cranach der Ältere, deutscher Maler (evangelisch: ELCA, LCMS)
  - Hl. Cassius und Florentius, römische Soldaten und Märtyrer (katholisch)
  - Hl. Gereon von Köln, römischer Offizier, Märtyrer und Schutzpatron (katholisch)
  - Massie Kennard, US-amerikanischer Kirchenreformer (evangelisch: ELCA)
- Namenstage
  - Florentin, Gereon
- Staatliche Feier- und Gedenktage
  - Republik China (Taiwan): Nationalfeiertag, in Erinnerung an den Beginn des Wuchang-Aufstands
  - Nordkorea: Tag der Gründung der Partei der Arbeit Koreas
  - Österreich: Kärntner Landesfeiertag (Volksabstimmung 1920)
- Gedenktage internationaler Organisationen
  - Welttag für psychische Gesundheit (WHO) (seit 1992)
  - Welttag gegen die Todesstrafe (seit 2003)

Weitere Einträge enthält die Liste von Gedenk- und Aktionstagen.